# 센나케립
센나케립(신아시리아 아카드어: 𒀭𒌍𒉽𒈨𒌍𒋢 또는 Sîn-aḥḥē-erība, "신이 형제들을 대신했다"는 뜻) 혹은 산헤립은 기원전 705년부터 기원전 681년 암살될 때까지 신아시리아 제국의 왕이었다. 사르곤 왕조의 두 번째 왕인 센나케립은 구약성경에 레반트 지역 원정이 기록되어 있어 가장 유명한 아시리아의 왕 중 한 명이다. 그의 통치 기간 동안 발생한 다른 사건으로는 기원전 689년 바빌론 도시 파괴와 마지막 위대한 아시리아 수도인 니네베의 재건 및 확장이 있다.
센나케립은 가장 강력하고 넓은 영토를 다스렸던 아시리아 왕 중 한 명이었지만, 제국의 남부를 차지하고 있던 바빌로니아를 통제하는 데 상당한 어려움을 겪었다. 센나케립의 바빌로니아 문제 대부분은 센나케립의 아버지가 패배시킨 후 바빌론의 왕이 되었던 칼데아인 부족장 마르둑-아플라-이디나 2세로부터 시작되었다. 센나케립이 기원전 705년에 왕위를 계승한 직후, 마르둑-아플라-이디나는 바빌론을 탈환하고 엘람인들과 동맹을 맺었다. 센나케립은 기원전 700년에 남부를 수복했지만, 마르둑-아플라-이디나는 계속해서 그를 괴롭혔는데, 이는 아마도 레반트의 아시리아 속국들이 반란을 일으키도록 선동하여 기원전 701년 레반트 전쟁을 초래했고, 바빌로니아에 있던 센나케립의 속국 왕 벨-입니에 대항하여 전쟁을 벌인 결과일 것이다.
바빌로니아인과 엘람인이 센나케립이 바빌론의 새 속국 왕으로 선포했던 장남 아슈르-나딘-슈미를 포로로 잡고 처형하자, 센나케립은 두 지역 모두에서 군사 작전을 펼쳐 엘람을 제압했다. 자신의 영토 내에 있는 바빌론이 대부분의 군사 작전의 대상이었고 아들의 죽음을 초래했기 때문에, 그는 기원전 689년에 그 도시를 파괴했다.
레반트 전쟁에서 남부 레반트의 국가들, 특히 히즈키야 왕 통치 하의 유다 왕국은 북부 국가들만큼 쉽게 제압되지 않았다. 이에 아시리아인들은 유다를 침공했다. 성경의 기록은 천사에 의한 신적 개입으로 예루살렘 공성전이 끝나 아시리아군이 파괴되었다고 전하지만, 히즈키야가 원정 끝에 센나케립에게 복종했으므로 완전한 패배는 가능성이 낮다. 심지어 아시리아의 적들이 쓴 동시대 기록에도 아시리아인들이 예루살렘에서 패배했다는 언급은 없다.
센나케립은 아시리아의 수도를 니네베로 옮겼는데, 그는 태자 시절 대부분의 시간을 그곳에서 보냈다. 니네베를 자신의 제국에 걸맞는 수도로 만들기 위해 그는 고대 역사상 가장 야심찬 건축 프로젝트 중 하나를 시작했다. 그는 도시의 크기를 확장하고 거대한 성벽, 수많은 신전, 그리고 왕실 정원을 건설했다. 도시에서 그의 가장 유명한 작품은 센나케립이 "경쟁자 없는 궁전"이라고 명명한 남서 궁전이다.
장남이자 태자였던 아슈르-나딘-슈미가 사망한 후, 센나케립은 처음에는 차남 아르다-물리수를 후계자로 지명했다. 그러나 그는 기원전 684년에 알 수 없는 이유로 더 어린 아들 에사르하돈으로 교체했다. 센나케립은 아르다-물리수가 후계자로 복귀시켜 달라는 거듭된 호소를 무시했고, 기원전 681년에 아르다-물리수와 그의 형제 나부-샤르-우수르가 권력을 장악하기 위해 센나케립을 살해했다. 바빌로니아와 레반트는 그의 죽음을 신벌로 환영했지만, 아시리아 본토는 아마도 분개와 공포로 반응했을 것이다. 아르다-물리수의 즉위식은 연기되었고, 에사르하돈은 군대를 일으켜 니네베를 점령하고 센나케립의 뜻대로 왕위에 올랐다.

## 배경

### 생애 초기

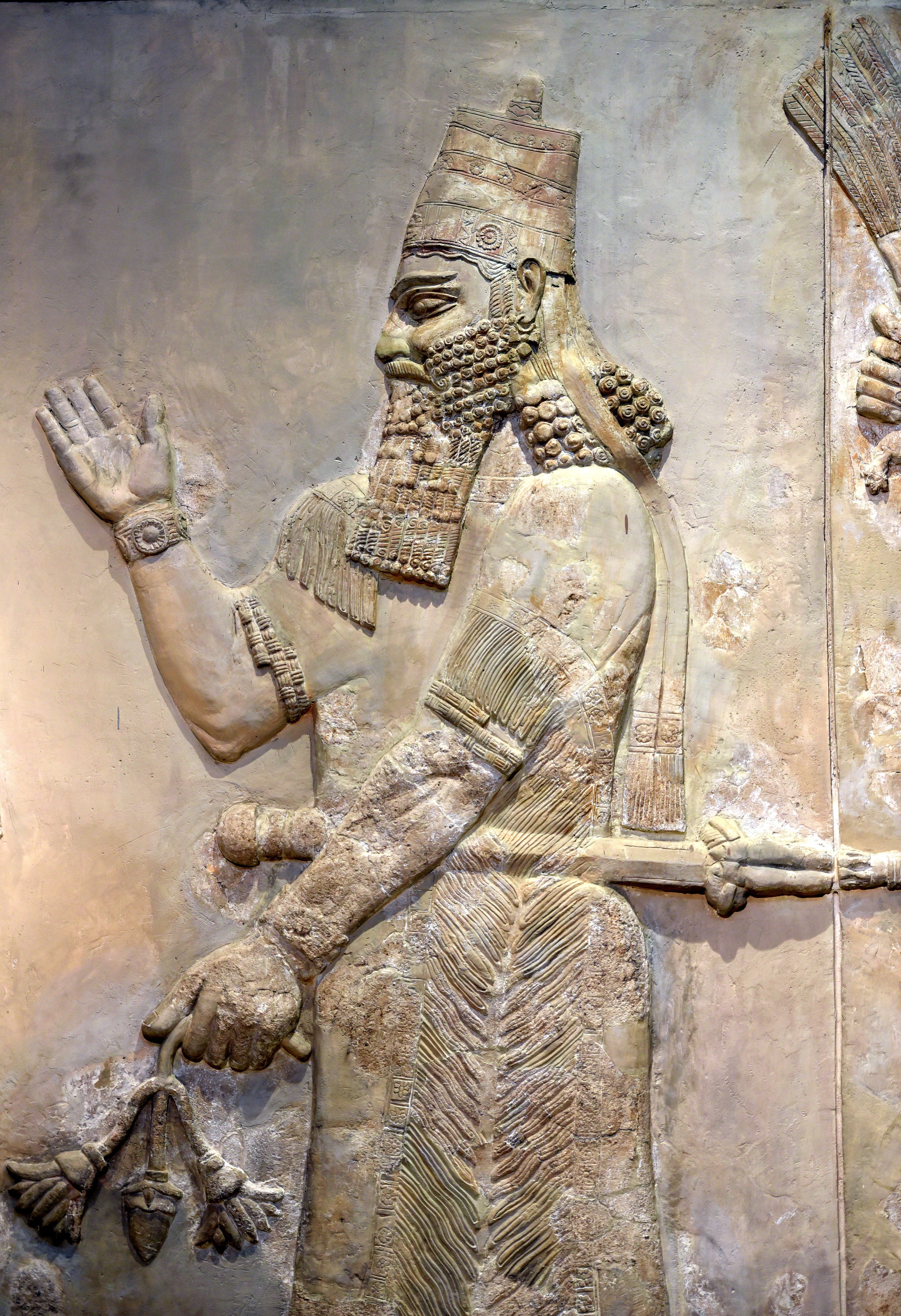
설화 석고 부조에 묘사된 센나케립의 아버지이자 전임자 사르곤 2세

센나케립은 기원전 722년부터 705년까지 아시리아의 왕으로, 기원전 710년부터 705년까지 바빌론의 왕으로 통치했던 신아시리아 제국의 왕 사르곤 2세의 아들이자 후계자였다. 센나케립의 어머니는 누구인지 불확실하다. 역사적으로 가장 널리 받아들여지는 견해는 센나케립이 사르곤의 아내 아탈리야의 아들이라는 것이었지만, 현재는 가능성이 낮은 것으로 여겨진다. 센나케립의 어머니이려면 아탈리야는 늦어도 기원전 760년경에 태어나 기원전 692년까지 살았어야 한다. 왜냐하면 그 해에 "왕대비"가 존재했다는 기록이 있기 때문이다. 그러나 1980년대에 발견된 님루드에 있는 아탈리야의 무덤은 그녀가 사망했을 때 많아야 35세였음을 나타낸다. 아시리아학자 조세트 엘라이는 센나케립의 어머니가 사르곤의 다른 아내인 라이마였을 가능성이 더 높다고 본다. 1913년에 발견된 아수르 (한때 아시리아의 수도)에서 나온 석비는 그녀를 "센나케립의 어머니"라고 명시적으로 언급하고 있다. 라이마의 존재는 2014년 석비에 새겨진 비문을 해독하면서 최근에 밝혀진 사실이다. 사르곤은 자신이 선대 왕 티글라트-필레세르 3세의 아들이라고 주장했지만, 사르곤이 티글라트-필레세르의 다른 아들 샬마네세르 5세로부터 왕위를 찬탈했기 때문에 이는 불확실하다.
센나케립은 아마도 기원전 745년경 님루드에서 태어났을 것이다. 사르곤이 티글라트-필레세르의 아들이고 비왕조적 찬탈자가 아니었다면, 센나케립은 님루드의 왕궁에서 자랐고 대부분의 젊은 시절을 그곳에서 보냈을 것이다. 사르곤은 왕이 된 후에도 오랫동안 님루드에 살았으며, 기원전 710년에 바빌론에 거주하기 위해 도시를 떠났고, 나중에는 기원전 706년에 그의 새로운 수도인 두르샤루킨으로 이주했다. 사르곤이 바빌론으로 이주할 무렵, 태자이자 지정된 후계자로 일했던 센나케립은 이미 님루드를 떠나 니네베의 거주지에서 살고 있었다. 니네베는 티글라트-필레세르의 통치 이후 아시리아 태자의 지정된 거처였다. 태자로서 센나케립은 또한 타르비수에 영지를 소유했다. 왕실 교육자 훈니는 센나케립과 그의 형제자매들을 교육했을 것이다. 그들은 아마도 서기 교육을 받아 수메르어와 아카드어로 산술과 읽고 쓰는 법을 배웠을 것이다.
센나케립에게는 여러 형제와 적어도 한 명의 여동생이 있었다. 그가 태어나기 전에 사망한 형들 외에도 센나케립에게는 여러 명의 남동생들이 있었는데, 그들 중 일부는 기원전 670년까지 살아 있었고, 당시 센나케립의 아들이자 후계자인 에사르하돈의 신하로 봉사했다. 센나케립의 유일하게 알려진 여동생 아핫-아비샤는 타발의 왕 암바리스와 결혼했지만, 사르곤의 첫 타발 원정 성공 후 아마도 아시리아로 돌아왔을 것이다.
센나케립의 이름인 신-아헤-에리바(Sîn-aḥḥē-erība)는 아카드어로 "신 (달의 신)이 형제들을 대신했다"는 뜻이다. 이 이름은 아마도 센나케립이 사르곤의 첫째 아들이 아니었지만, 그가 태어날 때 그의 모든 형들이 사망했기 때문에 유래했을 것이다. 히브리어로는 그의 이름이 Snḥryb로, 아람어로는 Šnḥ’ryb로 표기되었다. 기원전 670년 문서에 따르면, 당시 전 왕이었던 센나케립이라는 이름을 아시리아의 평민에게 주는 것은 신성 모독으로 간주되어 불법이었다.

### 태자 센나케립

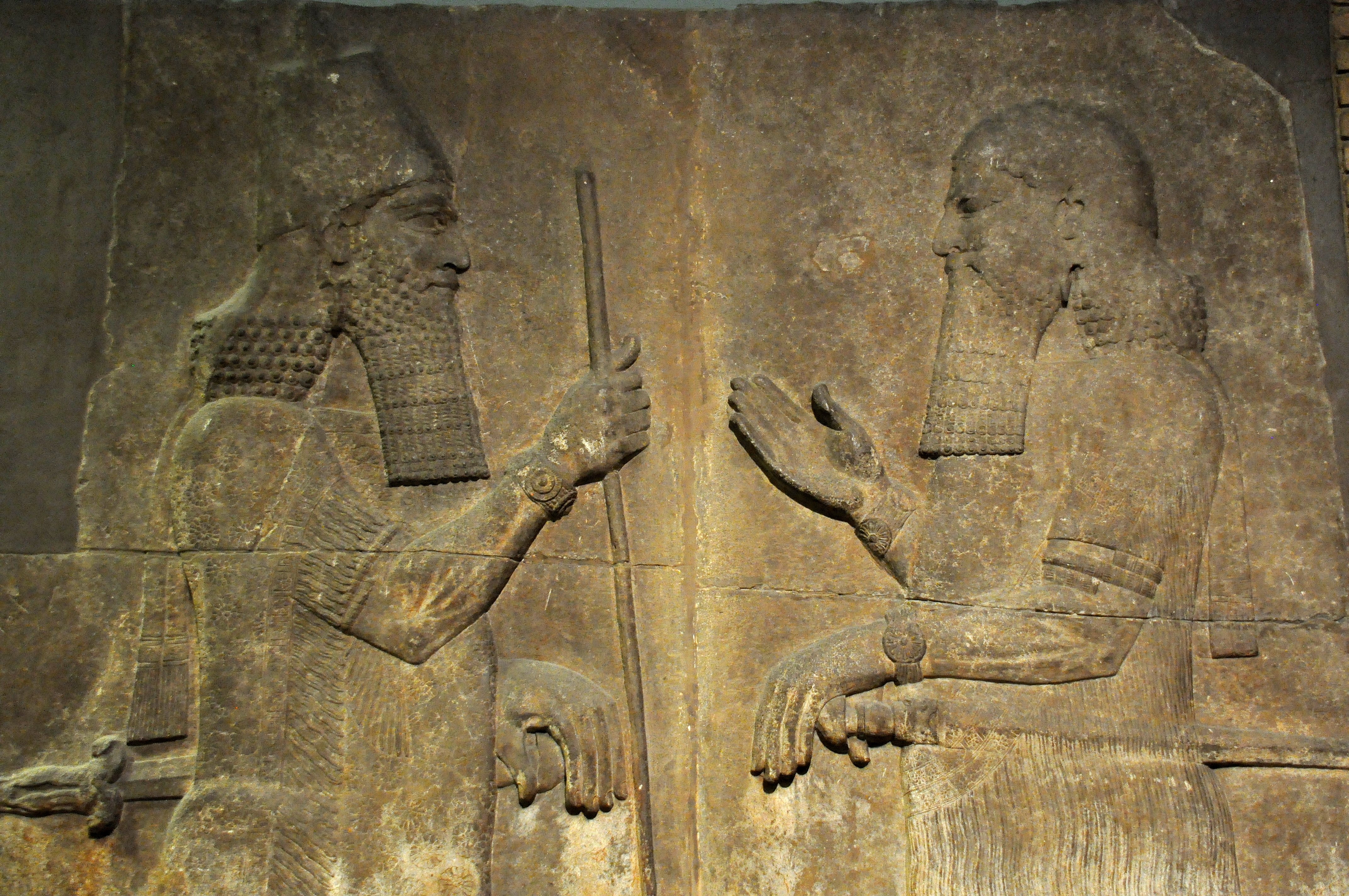
센나케립의 아버지 사르곤 2세 (왼쪽)가 고위 관리, 아마도 그의 태자 센나케립과 마주보고 있다.

태자로서 센나케립은 아버지와 함께 왕권을 행사하거나, 사르곤이 원정을 떠나 있을 때는 대리인으로서 단독으로 왕권을 행사했다. 사르곤이 아시리아 본토를 장기간 비울 때, 센나케립의 거처는 신아시리아 제국 정부의 중심지 역할을 했고, 태자는 상당한 행정적, 정치적 책임을 맡았다. 센나케립에게 부여된 막대한 책임은 왕과 태자 사이에 상당한 신뢰가 있었음을 시사한다. 사르곤과 센나케립을 묘사하는 부조에서는 그들이 대화를 나누는 모습이 거의 대등하게 묘사되어 있다. 섭정으로서 센나케립의 주요 임무는 아시리아 총독 및 장군들과 관계를 유지하고 제국의 방대한 군사 정보망을 감독하는 것이었다. 센나케립은 국내 문제들을 감독했으며, 제국 전역의 건설 프로젝트 진행 상황을 사르곤에게 자주 알렸다. 사르곤은 또한 그에게 청중 선물과 공물 수령 및 분배를 맡겼다. 이러한 재정 자원을 분배한 후, 센나케립은 아버지에게 자신의 결정 사항을 알리는 편지를 보냈다.
아버지에게 보낸 편지에서 센나케립이 아버지를 존경하고 우호적인 관계였다는 점이 나타난다. 그는 아버지를 결코 거역하지 않았으며, 그의 편지는 그가 사르곤을 잘 알고 그를 기쁘게 하고 싶어 했다는 것을 보여준다. 알 수 없는 이유로 사르곤은 그를 군사 작전에 데려가지 않았다. 엘라이는 센나케립이 군사적 승리에 따르는 영광을 놓쳤기 때문에 이에 대해 아버지에게 불만을 가졌을 수도 있다고 생각한다. 어쨌든 센나케립은 사르곤에 대해 어떤 조치도 취하지 않았고, 자신이 왕이 되기에 충분한 나이였음에도 왕위를 찬탈하려 시도하지 않았다.

### 아시리아와 바빌로니아

기원전 900년, 신아시리아 제국의 부상 직전 근동 지도. 이 지도에는 아시리아 (아슈르)와 바빌로니아의 옛 핵심 영토가 표시되어 있다.

센나케립이 왕이 될 무렵, 신아시리아 제국은 30년 넘게 근동의 지배적인 세력이었다. 이는 주로 잘 훈련되고 거대한 군대 덕분이었는데, 이는 당시 다른 어떤 왕국보다 우월했다. 남쪽의 바빌로니아도 한때는 거대한 왕국이었지만, 이 시기에는 내부 분열과 잘 조직된 군대의 부재로 인해 북쪽 이웃보다 약했다. 바빌로니아 인구는 다양한 우선순위와 이상을 가진 여러 민족 집단으로 나뉘어 있었다. 키시, 우르, 우루크, 보르시파, 니푸르, 그리고 바빌론 자체와 같은 대부분의 도시들은 바빌로니아의 오래된 원주민들이 통치했지만, 대부분의 최남단 지역은 서로 자주 다투는 족장들이 이끄는 칼데아 부족들이 지배했다. 아람인들은 정착지의 변두리에 살았으며 주변 지역을 약탈하는 것으로 악명이 높았다. 이 세 주요 집단 간의 내부 분쟁으로 인해 바빌로니아는 종종 아시리아 원정의 매력적인 목표가 되었다. 두 왕국은 기원전 14세기에 중아시리아 제국이 부상한 이래로 경쟁해 왔으며, 기원전 8세기에는 아시리아인들이 지속적으로 우위를 점했다. 바빌론의 내부 및 외부 약점은 기원전 729년 아시리아 왕 티글라트-필레세르 3세에 의한 정복으로 이어졌다.
아시리아가 대제국으로 확장하는 동안, 아시리아인들은 다양한 이웃 왕국들을 정복하여 아시리아 지방으로 합병하거나 속국으로 만들었다. 아시리아인들은 바빌론의 오랜 역사와 문화를 숭배했기 때문에, 바빌론은 임명된 고객 왕이 통치하거나 아시리아 왕이 동군연합 형태로 통치하는 완전한 왕국으로 보존되었다. 아시리아와 바빌로니아의 관계는 훗날 고대 그리스와 고대 로마의 관계와 유사했다. 아시리아 문화, 문헌 및 전통의 상당 부분은 남쪽에서 유입되었다. 아시리아와 바빌로니아는 같은 언어 (아카드어)를 공유했다. 아시리아와 바빌론의 관계는 어느 면에서는 감정적이었다. 신아시리아 비문은 두 나라를 암묵적으로 성별화하여 아시리아를 은유적인 "남편"으로, 바빌론을 "아내"로 불렀다. 아시리아학자 에카르트 프라흠의 말에 따르면, "아시리아인들은 바빌론을 사랑했지만, 또한 그녀를 지배하고 싶어 했다." 바빌론은 문명의 원천으로서 존경받았지만, 정치 문제에서는 수동적으로 남아있을 것으로 기대되었는데, 아시리아의 "바빌로니아 신부"는 이를 거듭 거부했다.

## 통치

### 사르곤 2세의 죽음과 계승

기원전 700년 근동 지도, 신아시리아 제국 (아슈르)의 범위 표시

기원전 705년, 60대로 추정되는 사르곤은 중앙 아나톨리아의 타발 왕 구르디에 대항하여 아시리아군을 이끌고 원정을 떠났다. 이 원정은 재앙이었고, 아시리아군의 패배와 사르곤의 죽음을 초래했으며, 그의 시신은 아나톨리아인들에게 약탈당했다. 사르곤의 죽음은 아시리아인들이 그가 과거에 저지른 큰 잘못에 대해 신들이 그를 벌했다고 믿었기 때문에 패배를 훨씬 더 심각하게 만들었다. 메소포타미아 신화에서 전투에서 죽고 매장되지 않은 사람들이 겪는 내세는 끔찍하여, 영원히 거지처럼 고통받아야 했다. 센나케립은 기원전 705년 8월 아시리아 왕위에 올랐을 때 약 35세였다. 그는 태자로서 오랜 재직 기간 덕분에 제국을 다스리는 데 많은 경험을 가지고 있었다. 그는 아버지의 운명에 대해 사르곤과의 거리를 두는 방식으로 반응했다. 프라흠은 센나케립의 반응을 "거의 완전한 부정"이라고 특징지으며, 센나케립이 "사르곤에게 일어난 일을 인정하고 정신적으로 대처할 수 없었던 것 같다"고 썼다. 센나케립은 즉시 사르곤의 위대한 새 수도인 두르샤루킨을 버리고 수도를 니네베로 옮겼다. 왕으로서 센나케립의 첫 번째 행동 중 하나는 타르비수 시에 죽음, 재앙, 전쟁과 관련된 신 네르갈에게 헌정된 신전을 재건하는 것이었다.
이러한 공개적인 부정에도 불구하고, 센나케립은 미신에 사로잡혀 있었고 사르곤이 어떤 죄를 지었기에 그러한 운명을 겪었는지 점술가들에게 묻는 데 많은 시간을 보냈다. 아마도 바빌론을 점령하여 도시의 신들을 노하게 했을 가능성도 고려했을 것이다. 비록 센나케립의 사망 후에 작성되었을 가능성이 높지만, 한 문헌은 그가 아버지의 "죄"의 본질을 조사하고 있다고 선포했다고 전한다. 기원전 704년의 사소한 원정 (센나케립의 후대 역사 기록에는 언급되지 않음)은 왕 자신이 아닌 센나케립의 귀족들이 타발의 구르디에 대항하여 사르곤의 복수를 위해 파견되었다. 센나케립은 사르곤의 이미지를 제국에서 제거하는 데 많은 시간과 노력을 들였다. 아수르 신전에서 사르곤이 만든 이미지들은 마당의 높이를 높여 보이지 않게 했다. 사르곤의 아내 아탈리야가 사망했을 때, 그녀는 서둘러 매장되었고 이전 왕 티글라트-필레세르의 왕비인 다른 여성과 같은 관에 묻혔다. 센나케립의 비문에는 사르곤이 전혀 언급되지 않는다.

### 첫 바빌로니아 원정

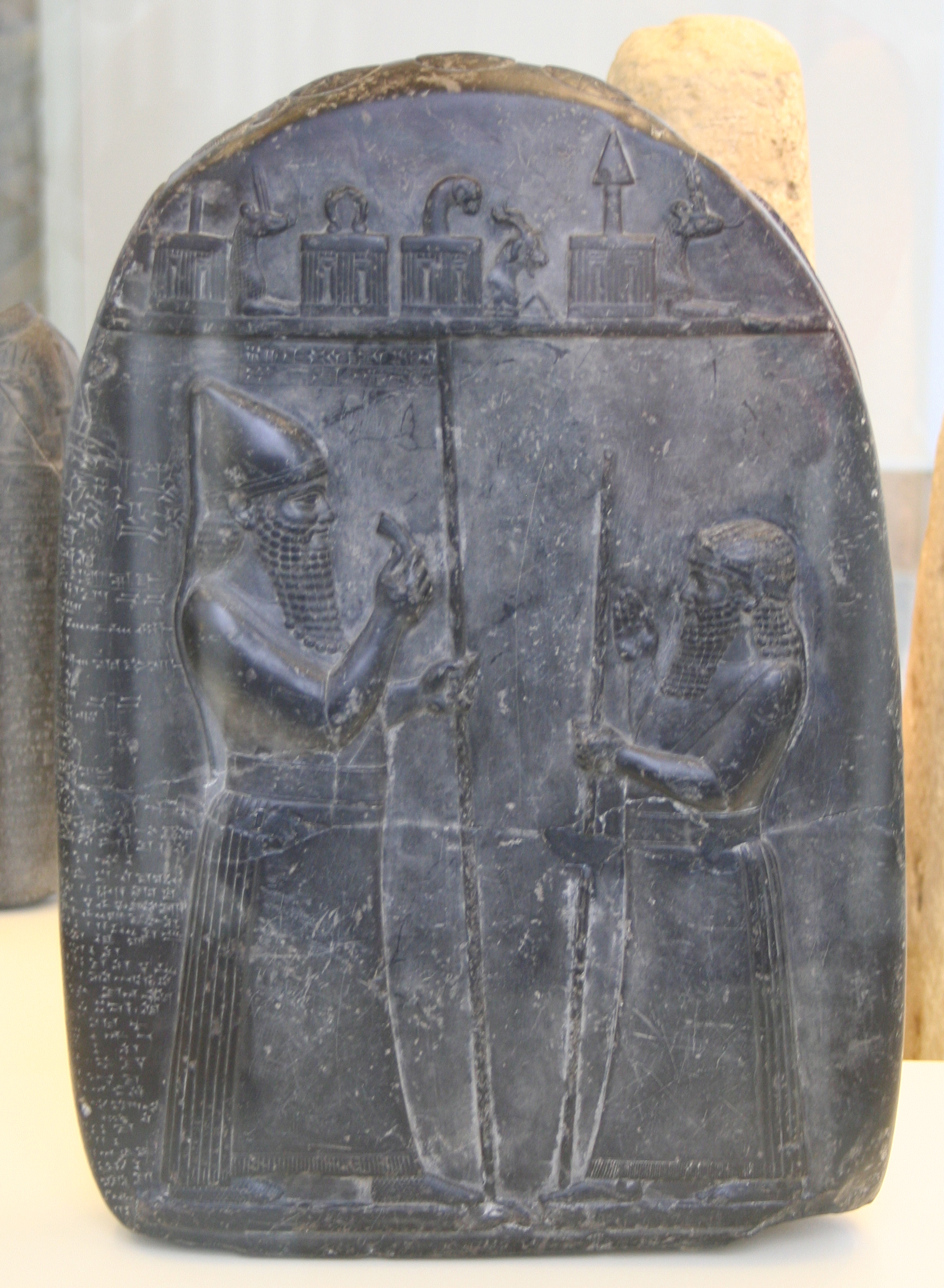
센나케립의 숙적 마르둑-아플라-이디나 2세 (왼쪽)의 묘사. 기원전 722–710년과 기원전 704/703–703년에 바빌론의 왕이었으며, 센나케립의 후기 갈등의 많은 부분을 선동했다.

사르곤 2세가 전투에서 사망하고 그의 시신이 사라진 것은 아시리아 제국 전역에서 반란을 불러일으켰다. 사르곤은 기원전 710년부터 바빌로니아를 통치했는데, 이는 사르곤의 전임자 샬마네세르 5세의 사망(기원전 722년) 이후 남부를 장악했던 칼데아 부족장 마르둑-아플라-이디나 2세를 격파한 때부터였다. 그의 선임자들처럼, 센나케립도 왕이 되면서 아시리아와 바빌로니아 양국의 통치 칭호를 취했지만, 바빌로니아에서의 그의 통치는 덜 안정적이었다. 사르곤과 이전 바빌론 통치자들이 도시의 신 마르둑 (바빌론의 공식적인 "왕"으로 여겨짐)에 대한 경의로 자신을 바빌론의 샤카낙쿠로 선포했던 것과는 달리, 센나케립은 자신을 바빌론의 왕으로 명시적으로 선포했다. 또한, 그는 신의 물리적 표현인 마르둑 신상의 "손을 잡지" 않았고, 따라서 전통적인 바빌론식 즉위 의식을 거치며 신을 존경하지 않았다.
이러한 무례에 대한 분노의 반응으로, 기원전 704년 또는 기원전 703년에 한 달 간격으로 반란이 일어나 남부에서 센나케립의 통치를 전복시켰다. 먼저, 마르둑-자키르-슈미 2세라는 바빌론인이 왕위에 올랐지만, 이전에 도시를 장악하고 센나케립의 아버지와 전쟁을 벌였던 칼데아 군벌인 마르둑-아플라-이디나가 불과 2주 또는 4주 만에 그를 폐위시켰다. 마르둑-아플라-이디나는 도시 바빌론인과 부족 칼데아인 모두를 포함한 바빌로니아 백성의 많은 부분을 자신을 위해 싸우도록 규합했으며, 현대 이란 남서부에 있는 이웃 문명 엘람으로부터도 병력을 모병했다. 이 모든 병력을 모으는 데 시간이 걸렸지만, 센나케립은 이러한 발전에 느리게 반응하여 마르둑-아플라-이디나가 쿠타와 키시 도시에 대규모 병력을 주둔시킬 수 있었다.
기원전 704년 아시리아군의 일부는 타발에 원정을 가 있었다. 센나케립은 양면 전쟁이 너무 위험하다고 생각했을 수 있으므로 마르둑-아플라-이디나는 몇 달 동안 도전을 받지 않았다. 기원전 703년, 타발 원정이 완료된 후 센나케립은 남부에 대한 원정을 위한 집결지로 자주 사용되었던 아수르에 아시리아군을 모았다. 센나케립의 총사령관이 이끄는 아시리아군은 키시 시 근처에서 연합군에 대한 공격을 감행했으나 실패하여 연합군의 정당성을 강화했다. 그러나 센나케립은 또한 반아시리아 세력이 분열되어 있다는 것을 깨닫고 전 군대를 이끌고 쿠타에 주둔한 군대 일부를 공격하여 격파했다. 그 후 그는 키시에 있는 병력을 공격하여 이 두 번째 전투에서도 승리했다. 목숨의 위협을 느낀 마르둑-아플라-이디나는 이미 전장에서 도주했다. 센나케립의 비문에는 승리 후 붙잡힌 포로 중에는 마르둑-아플라-이디나의 의붓아들이자 연합에 가담했던 아랍 여왕 야티의 형제가 있었다고 기록되어 있다.
센나케립은 그 후 바빌론으로 진군했다. 아시리아인들이 지평선에 나타나자 바빌론은 싸움 없이 항복하고 성문을 열었다. 도시는 질책을 받았고, 경미한 약탈을 겪었지만, 시민들은 해를 입지 않았다. 바빌론에서 짧은 휴식 기간을 가진 후, 센나케립과 아시리아군은 조직적인 저항이 여전히 남아있던 바빌로니아 남부를 체계적으로 이동하며 부족 지역과 주요 도시들을 진정시켰다. 센나케립의 비문에는 20만 명이 넘는 포로가 잡혔다고 기록되어 있다. 아시리아와 바빌로니아 양국의 왕으로서 통치하려는 그의 이전 정책이 명백히 실패했기 때문에, 센나케립은 다른 방법을 시도하여 아시리아 궁정에서 자란 바빌론 원주민 벨-입니를 남부의 속국 왕으로 임명했다. 센나케립은 벨-입니를 "내 궁전에서 어린 강아지처럼 자란 바빌론 원주민"이라고 묘사했다.

### 레반트 전쟁
바빌로니아 전쟁 이후, 센나케립의 두 번째 원정은 자그로스산맥에서 이루어졌다. 그곳에서 그는 티그리스강 동쪽에 사는 야수비갈리아인들과 수세기 전에 바빌로니아를 통치했던 카시트인들을 제압했다. 레반트의 왕국들과 도시 국가들을 대상으로 한 센나케립의 세 번째 원정은 고대 근동의 다른 많은 사건들과 비교하여 매우 잘 기록되어 있으며, 제1성전 시대 동안 이스라엘의 역사에서 가장 잘 기록된 사건이다. 기원전 705년에 유다의 왕 히즈키야는 아시리아에 대한 연례 공물 납부를 중단하고, 제국 전역에서 발생한 최근의 반아시리아 반란의 물결에 영감을 받아 공격적인 대외 정책을 추구하기 시작했다. 그는 쿠시 통치 하의 이집트 및 아슈켈론의 반아시리아 왕 시드키아와 공모하여 지원을 얻은 후, 아시리아에 충성하는 블레셋인 도시들을 공격하고 아시리아 속국인 에그론의 왕 파디를 붙잡아 그의 수도인 예루살렘에 투옥했다. 북부 레반트에서는 이전 아시리아 속국 도시들이 티레와 시돈의 왕 룰리를 중심으로 뭉쳤다. 센나케립의 숙적 마르둑-아플라-이디나는 제국 서부 속국들 사이에서 반아시리아 정서를 부추겼다. 그는 히즈키야와 같은 서부 통치자들과 서신을 주고받고 선물을 보냈는데, 이는 아마도 광범위한 반아시리아 동맹을 결성하려는 희망 때문이었을 것이다.
기원전 701년, 센나케립은 먼저 북부의 신히타이트와 페니키아 도시들을 공격했다. 이들 도시의 많은 통치자들이 과거에 그랬고 다시 할 것처럼, 룰리는 아시리아인들의 분노를 직면하기보다는 도주하여 보트로 센나케립의 손이 닿지 않는 곳으로 도망쳤다. 그 대신 센나케립은 시돈의 엣바알이라는 귀족을 시돈의 새로운 왕이자 자신의 속국으로 선포하고, 주변의 많은 도시들이 그의 통치에 복종하도록 감독했다. 거대한 아시리아군이 근처에 있다는 사실에 직면하여, 암몬의 부두-일루, 모압의 캄무수-나드비, 아슈도드의 미틴티, 에돔의 아야-라무를 포함한 많은 레반트 통치자들은 보복을 피하기 위해 센나케립에게 빠르게 복종했다.
남부 레반트의 저항은 그리 쉽게 진압되지 않아 센나케립은 이 지역을 침공해야만 했다. 아시리아인들은 먼저 아슈켈론을 점령하고 시드키아를 격파했다. 그 후 벳-다곤, 야파, 바나이-바르카, 그리고 아주루를 포함한 수많은 도시들을 포위하고 점령했다. 아시리아인들이 에그론을 탈환할 준비를 할 때, 히즈키야의 동맹인 이집트가 분쟁에 개입했다. 아시리아인들은 엘테케 시 근처 전투에서 이집트 원정대를 격파했다. 그들은 에그론과 팀나 도시를 점령했으며, 유다는 홀로 남게 되었고, 센나케립은 예루살렘에 시선을 고정했다. 센나케립의 병력 일부가 예루살렘을 봉쇄할 준비를 하는 동안, 센나케립 자신은 유다의 중요한 도시인 라키시로 진군했다. 예루살렘 봉쇄와 라키시 공성전 모두 아마도 더 이상의 이집트 지원이 히즈키야에게 도달하는 것을 막았을 것이며, 이 지역의 다른 소규모 국가들의 왕들을 위협했을 것이다. 도시 파괴로 끝난 라키시 공성전은 너무 길어져서 방어자들은 결국 금속 화살촉 대신 뼈로 만든 화살촉을 사용하기 시작했는데, 이는 금속이 바닥났기 때문이었다. 도시를 점령하기 위해 아시리아인들은 거대한 공성 언덕, 즉 흙과 돌로 만든 경사로를 건설하여 라키시 성벽 꼭대기에 도달했다. 도시를 파괴한 후, 아시리아인들은 생존자들을 아시리아 제국으로 강제 이주시켰고, 그들 중 일부는 센나케립의 건설 프로젝트에 동원되었고, 다른 일부는 왕의 개인 경호원으로 복무했다.

### 예루살렘 성문 앞 센나케립

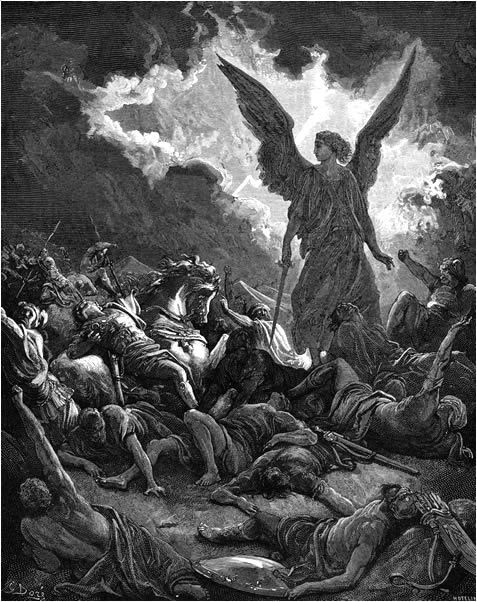
귀스타브 도레가 19세기 목판화로 묘사한, 예루살렘 밖에서 센나케립의 군대를 파괴하는 천사에 대한 성경 이야기

예루살렘에서 일어난 일에 대한 센나케립의 기록은 "히즈키야에 관해서는... 마치 새장에 갇힌 새처럼 나는 그의 왕도 예루살렘에 그를 가두었다. 나는 그를 전초 기지로 봉쇄했고, 그의 도시 문으로부터의 출입을 그에게 금했다"로 시작된다. 따라서 예루살렘은 어떤 식으로든 봉쇄되었지만, 대규모 군사 활동과 적절한 장비의 부족은 그것이 완전한 포위는 아니었을 가능성이 높다는 것을 의미한다. 성경의 기록에 따르면, 랍사게라는 칭호를 가진 고위 아시리아 관리가 성벽 앞에 서서 항복을 요구하며, 포위 기간 동안 유대인들이 '분뇨를 먹고 소변을 마시게 될 것'이라고 위협했다. 비록 이 작전에 대한 아시리아 기록은 센나케립이 직접 현장에 있었던 것처럼 믿게 할 수 있지만, 이는 명시적으로 언급된 적이 없으며, 원정을 묘사하는 부조들은 센나케립이 예루살렘 공격 준비를 감독하는 대신 라키시에서 왕좌에 앉아 있는 모습을 보여준다. 성경의 기록에 따르면, 히즈키야에게 파견된 아시리아 사절들은 센나케립이 리브나 시와 교전 중인 것을 발견하기 위해 센나케립에게 돌아갔다.
예루살렘 주변에 세워진 봉쇄에 대한 기록은 센나케립의 연대기에 묘사된 포위전이나 니네베에 있는 센나케립의 궁전의 거대한 부조(예루살렘에서의 사건보다는 라키시의 성공적인 포위전을 묘사)와는 다르다. 비록 예루살렘 봉쇄가 적절한 포위전은 아니었지만, 모든 가용한 자료에 따르면 거대한 아시리아군이 도시 근처, 아마도 북쪽에 진을 치고 있었다는 것은 분명하다.
예루살렘 봉쇄가 큰 전투 없이 끝났다는 것은 분명하지만, 어떻게 해결되었고 무엇이 센나케립의 거대한 군대가 도시를 압도하는 것을 막았는지는 불확실하다. 예루살렘에 대한 센나케립의 공격이 끝난 것에 대한 성경 기록은 히즈키야의 병사들이 아시리아인들에 맞서 도시의 성벽을 지키고 있었지만, 야훼가 보낸 파괴의 천사라고 불리는 존재가 예루살렘 성문 앞에서 18만 5천 명의 아시리아 병사를 죽여 센나케립의 군대를 전멸시켰다고 전한다. 고대 그리스 역사가 헤로도토스는 이 작전을 아시리아의 실패로 묘사하는데, "많은 들쥐떼"가 아시리아 진영을 습격하여 화살통과 활줄 같은 중요한 물품을 먹어치워 아시리아인들을 무장 해제시키고 도주하게 만들었다고 한다. 쥐떼 출몰 이야기는 아시리아 진영을 덮친 어떤 질병, 아마도 패혈성 페스트에 대한 암시일 가능성이 있다. 2001년에 언론인 헨리 T. 오빈이 처음 제기한 또 다른 가설은 예루살렘 봉쇄가 이집트에서 온 쿠시 군대의 개입으로 해제되었다는 것이다. 이집트와의 전투가 아시리아의 완전한 패배였을 가능성은 낮다. 특히 당시 바빌로니아 연대기(아시리아의 실패를 언급하기를 열망하는 다른 기록과는 달리)에는 이 문제에 대해 침묵하고 있기 때문이다.
예루살렘 봉쇄가 불확실한 결말을 맞았음에도 불구하고, 레반트 원정은 대체로 아시리아의 승리였다. 아시리아인들이 유다의 가장 중요한 요새화된 도시들 중 많은 곳을 점령하고 여러 마을을 파괴한 후, 히즈키야는 자신의 반아시리아 활동이 군사적, 정치적으로 재앙적인 오산이었음을 깨달았고, 따라서 다시 아시리아인들에게 복종했다. 그는 이전보다 더 무거운 공물을 지불해야 했으며, 아마도 막대한 벌금과 기원전 705년부터 701년까지 니네베로 보내지 못했던 공물까지 포함했을 것이다. 그는 또한 투옥된 에그론 왕 파디를 석방해야 했으며, 센나케립은 유다 영토의 상당 부분을 이웃 왕국인 가자, 아슈도드 및 에그론에 부여했다.

### 바빌로니아 문제 해결

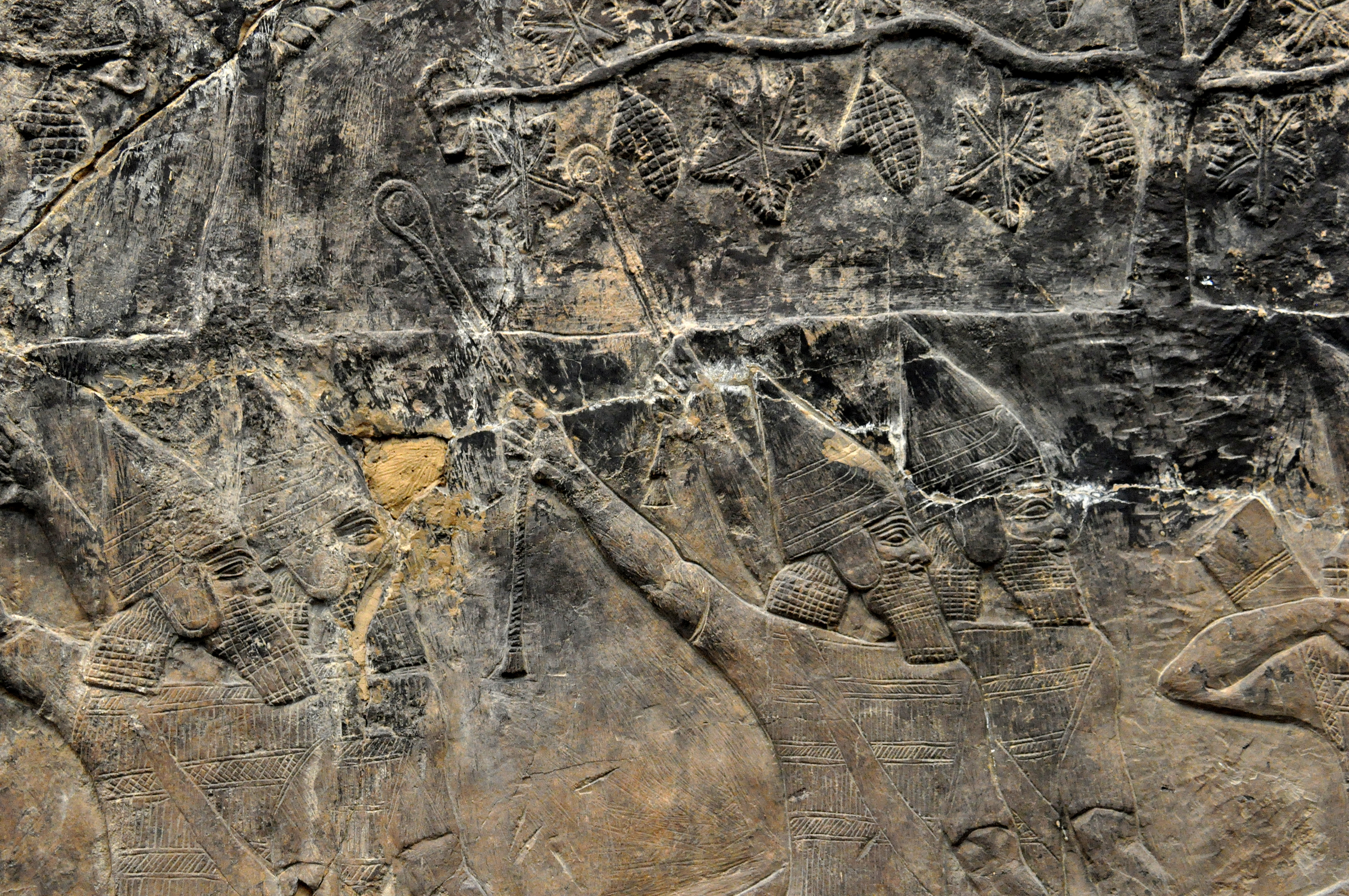
센나케립 통치 시기의 부조로, 아시리아 투석병들이 적 도시를 향해 돌을 던지는 모습을 묘사

기원전 700년경, 바빌로니아의 상황은 다시 악화되어 센나케립이 침공하여 통제력을 재확립해야 할 정도였다. 벨-입니는 이제 두 부족 지도자, 슈주부(나중에 무셰지브-마르둑이라는 이름으로 바빌론 왕이 됨)와 마르둑-아플라-이디나(이제는 노인이 됨)의 공개적인 반란에 직면했다. 센나케립의 첫 조치 중 하나는 무능 또는 공모를 이유로 벨-입니를 바빌론 왕위에서 제거하는 것이었고, 그는 아시리아로 끌려갔으며, 그 이후로는 기록에 다시 언급되지 않는다. 아시리아인들은 슈주부를 찾아 잡으려고 바빌로니아 북부 습지를 수색했지만 실패했다. 센나케립은 그 후 마르둑-아플라-이디나를 끈질기게 추격하여, 그 칼데아인이 그의 백성과 함께 페르시아만 건너 나기투의 엘람 도시로 피신했다. 승리한 센나케립은 바빌로니아를 통치하기 위한 또 다른 방법을 시도하여 자신의 아들 아슈르-나딘-슈미를 바빌로니아 속국 왕으로 임명했다.
아슈르-나딘-슈미는 또한 "최우선 아들" 또는 "장남"으로 해석될 수 있는 māru rēštû라는 칭호를 받았다. 그를 바빌론의 왕으로 임명하고 새로운 칭호를 부여한 것은 아슈르-나딘-슈미가 센나케립 사망 시 아시리아의 왕위를 계승할 준비가 되어 있었다는 것을 시사한다. 만약 māru rēštû가 "최우선"을 의미한다면 그러한 칭호는 오직 태자에게만 적합할 것이며, 만약 "장남"을 의미한다면 이 역시 아슈르-나딘-슈미가 상속자였음을 시사한다. 대부분의 경우 아시리아인들은 장자 상속 원칙을 따랐으며, 이 원칙에 따라 가장 나이가 많은 아들이 상속받았다. 아슈르-나딘-슈미가 태자였다는 추가 증거는 센나케립이 아수르 시에 그를 위한 궁전을 건설했다는 점이다. 이는 센나케립이 훗날 태자였던 에사르하돈에게도 했을 일이다. 바빌론의 아시리아 왕으로서, 아슈르-나딘-슈미의 위치는 정치적으로 중요하고 매우 민감했으며, 그에게는 신아시리아 제국 전체의 의도된 후계자로서 귀중한 경험을 제공했을 것이다.
그 후 몇 년 동안 바빌로니아는 비교적 조용했으며, 어떤 연대기에도 의미 있는 활동이 기록되지 않았다. 그동안 센나케립은 다른 곳에서 원정을 벌였다. 기원전 699년의 그의 다섯 번째 원정은 니네베 북동쪽에 위치한 주디산 기슭 주변 마을에 대한 일련의 습격을 포함했다. 센나케립의 장군들은 왕이 참석하지 않은 상태에서 다른 소규모 원정을 이끌었는데, 여기에는 기원전 698년 킬리키아에서 반란을 일으킨 아시리아 총독 키루아에 대한 원정, 그리고 기원전 695년 테가라마 도시에 대한 원정이 포함되었다. 기원전 694년, 센나케립은 엘람을 침공했으며, 이 원정의 명시적인 목표는 마르둑-아플라-이디나와 다른 칼데아 난민들을 제거하는 것이었다.

### 엘람 원정과 복수
엘람 공격을 준비하면서, 센나케립은 유프라테스강과 티그리스강에 두 개의 거대한 함대를 집결시켰다. 후자의 함대는 아시리아군을 오피스 시로 수송하는 데 사용되었고, 그곳에서 배들은 육상으로 운반되어 유프라테스강과 연결되는 운하로 옮겨졌다. 두 함대는 하나로 합쳐져 페르시아만으로 계속 항해했다. 페르시아만 입구에서 폭풍이 아시리아 진영을 덮쳐 아시리아 병사들은 배 위로 피신해야 했다. 그들은 그 후 페르시아만을 건너 항해했는데, 센나케립의 비문은 그 여정이 어려웠음을 나타내며, 에아, 즉 심해의 신에게 반복적으로 희생 제사를 드렸다고 기록하고 있다.
엘람 해안에 성공적으로 상륙한 아시리아인들은 칼데아 난민들을 추격하여 공격했는데, 바빌로니아와 아시리아의 기록 모두 아시리아인들에게 잘 풀렸다고 전한다. 센나케립의 원정 기록은 이 사건을 "대승리"로 묘사하며 아시리아군이 점령하고 약탈한 여러 도시들을 나열한다. 센나케립은 마침내 숙적인 마르둑-아플라-이디나에게 복수했지만, 마르둑-아플라-이디나는 아시리아인들이 엘람에 상륙하기 전에 자연사하여 이를 보지 못했다. 그러자 전쟁은 예상치 못한 방향으로 흘러갔다. 엘람의 왕 할루타슈-인슈시나크 1세가 아시리아군이 본토에서 멀리 떨어진 틈을 타 바빌로니아를 침공한 것이다. 살아남은 칼데아 병력의 도움을 받아 할루타슈-인슈시나크는 시파르 시를 점령했고, 그곳에서 아슈르-나딘-슈미를 사로잡아 엘람으로 데려갔다. 아슈르-나딘-슈미는 그 후 다시는 소식이 들리지 않았고, 아마도 처형되었을 것이다. 아슈르-나딘-슈미 대신, 바빌론 원주민인 네르갈-우셰지브가 바빌론의 왕이 되었다. 바빌론 기록은 네르갈-우셰지브의 권력 상승을 할루타슈-인슈시나크에 의해 임명되었기 때문이라고 보지만, 아시리아 기록은 그가 바빌론인들 스스로에 의해 선택되었다고 명시한다.
아시리아군은 현재 바빌로니아 남부에서 엘람인들에게 포위되었지만, 교전에서 할루타슈-인슈시나크의 아들을 죽이는 데 성공했으나 최소 9개월 동안 갇혀 있었다. 왕으로서의 지위를 굳히기를 원했던 네르갈-우셰지브는 이 상황을 이용하여 니푸르 시를 점령하고 약탈했다. 몇 달 후, 아시리아인들은 남부 도시 우루크를 공격하여 점령했다. 네르갈-우셰지브는 이 사태에 겁을 먹고 엘람인들에게 도움을 요청했다. 우루크를 점령한 지 불과 7일 만에 아시리아인들과 바빌론인들은 니푸르에서 전투를 벌여 아시리아인들이 결정적인 승리를 거두었다. 엘람-바빌론 군대를 격파하고 네르갈-우셰지브를 사로잡아, 마침내 남부에서 갇혀 있던 위치에서 벗어났다. 알 수 없는 수단으로, 센나케립은 몇 달 전에 바빌론과 엘람군을 감지되지 않은 채 통과하는 데 성공했고, 최종 전투에는 참석하지 않았으며, 대신 아마도 아시리아에서 추가 병력을 이끌고 오는 중이었을 것이다. 그가 남부군과 합류했을 때, 바빌로니아와의 전쟁은 이미 승리한 상태였다.
얼마 지나지 않아 엘람에서 할루타슈-인슈시나크의 폐위와 쿠투르-나훈테의 즉위를 초래한 반란이 일어났다. 엘람의 위협을 종식시키기로 결심한 센나케립은 이전 분쟁 동안 엘람이 점령했던 데르 시를 탈환하고 북부 엘람으로 진격했다. 쿠투르-나훈테는 아시리아인들에 대한 효율적인 방어를 조직할 수 없었고 그들과 싸우기를 거부하며 대신 산악 도시 하이달루로 도망쳤다. 그 직후, 혹독한 날씨로 인해 센나케립은 퇴각하여 본국으로 돌아가야 했다.

### 바빌론 파괴

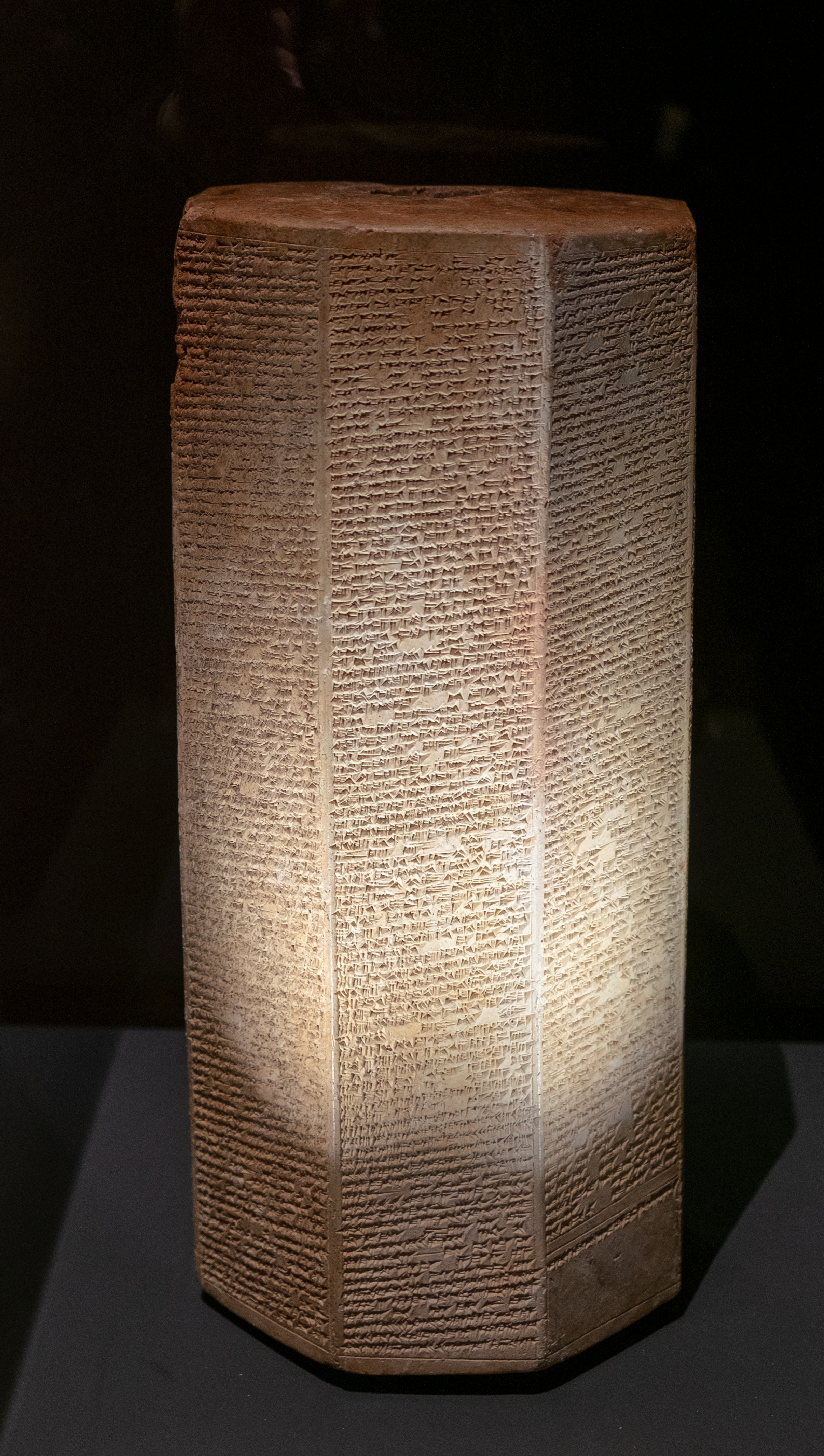
센나케립의 각기둥으로, 바빌론 파괴로 절정에 달하는 그의 군사 작전 기록이 담겨 있다.

네르갈-우셰지브의 패배와 엘람인들의 도주에도 불구하고, 바빌로니아는 센나케립에게 항복하지 않았다. 기원전 700년 남부 침공 당시 센나케립이 추적했던 반란군 슈주부가 무셰지브-마르둑이라는 이름으로 다시 나타나 외세의 지원 없이 바빌론 왕위에 올랐다. 그는 기원전 692년에는 왕이었으나, 기원전 691년까지 아시리아 기록에 "반란"으로 묘사되지 않았기 때문에, 그의 통치가 처음에는 센나케립에 의해 받아들여졌을 가능성도 있다. 엘람에서도 통치자 교체가 있었는데, 쿠투르-나훈테가 폐위되고 훔반-메나누가 왕위에 올라 다시 반아시리아 연합을 결성하기 시작했다. 무셰지브-마르둑은 뇌물을 주어 훔반-메나누의 지원을 확보했다. 아시리아 기록은 훔반-메나누의 바빌로니아 지원 결정을 현명하지 못한 것으로 간주하며, 그를 "어떤 지각이나 판단력도 없는 자"라고 묘사했다.
센나케립은 할룰레 시 근처에서 적들과 전투를 벌였다. 훔반-메나누와 그의 사령관 훔반-운다샤가 바빌로니아와 엘람 군대를 이끌었다. 할룰레 전투의 결과는 불분명한데, 양측 기록 모두 큰 승리를 주장하기 때문이다. 센나케립은 자신의 연대기에서 훔반-운다샤가 사망했고 적 왕들이 목숨을 위해 도주했다고 주장하는 반면, 바빌론 연대기는 아시리아인들이 후퇴했다고 주장한다. 만약 이 전투가 남부의 승리였다면, 아시리아인들이 겪은 차질은 경미했을 것이다. 왜냐하면 바빌론은 기원전 690년 늦여름에 포위되어 있었기 때문이고 (그리고 그 시점에는 이미 한동안 포위되어 있었던 것 같다). 그러나 아시리아인들은 즉시 바빌론으로 진격하지는 않았다. 군사 작전이 다른 곳에서 기록되었기 때문이다. 1973년, 아시리아학자 존 A. 브링크만은 센나케립의 두 적 모두 전투 후에도 각자의 왕위에 남아 있었기 때문에, 남부인들이 전투에서 승리했으나 아마도 많은 사상자를 냈을 가능성이 높다고 썼다. 1982년, 아시리아학자 루이 D. 레바인은 이 전투가 아마도 아시리아의 승리였지만 결정적인 승리는 아니었으며, 남부인들이 패배하고 도주했지만 바빌론 자체에 대한 아시리아의 진격은 일시적으로 중단되었다고 썼다. 아시리아군이 진로를 변경한 것은 바빌로니아 연대기 편찬자들에 의해 아시리아의 후퇴로 해석될 수 있었을 것이다.

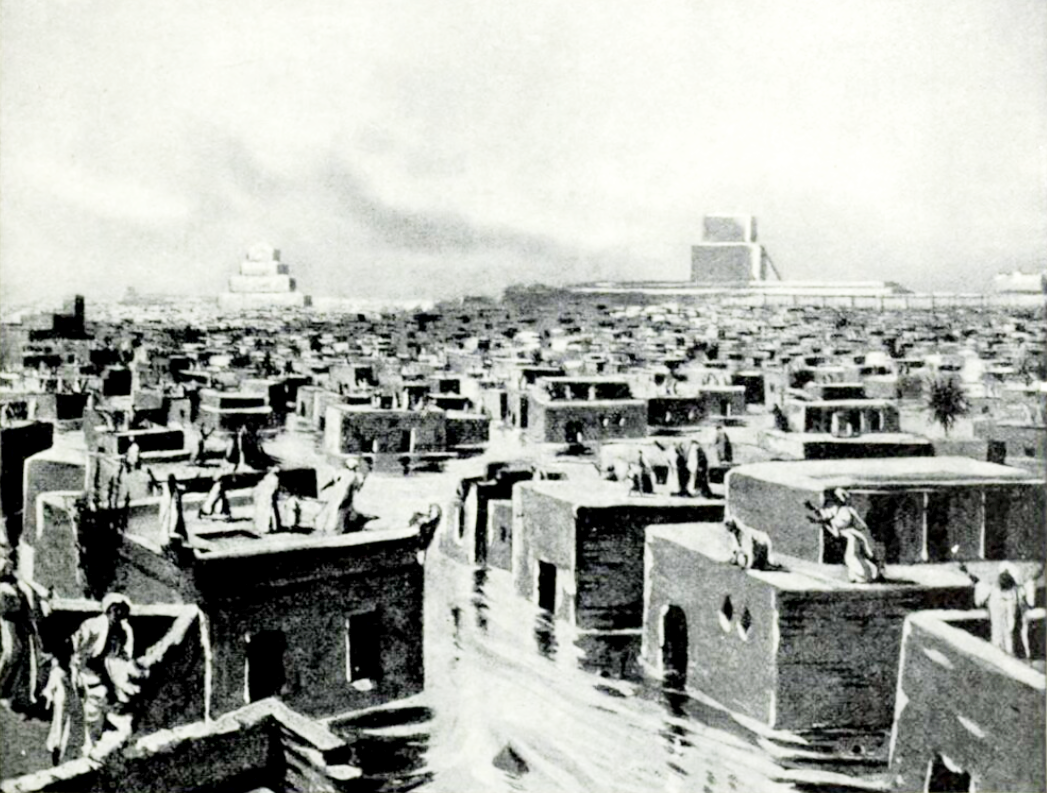
20세기 센나케립의 바빌론 파괴 삽화

기원전 690년, 훔반-메나누는 뇌졸중을 겪어 턱이 움직이지 않아 말을 할 수 없게 되었다. 이 상황을 이용하여 센나케립은 바빌론에 대한 마지막 원정을 시작했다. 비록 바빌로니아인들이 처음에는 성공을 거두었지만, 이는 오래가지 못했고, 같은 해에 바빌론 포위전이 이미 한창 진행 중이었다. 바빌론이 기원전 689년에 센나케립에게 함락되었을 때, 15개월 이상 포위되어 있었으므로 좋지 않은 상태였을 가능성이 높다. 센나케립은 한때 사르곤의 바빌론 점령의 의미와 도시의 노한 신들이 아버지의 몰락에 미쳤을 수 있는 역할에 대해 불안해했지만, 기원전 689년에는 도시에 대한 그의 태도가 바뀌었다. 결국 센나케립은 바빌론을 파괴하기로 결정했다. 브링크만은 센나케립의 태도 변화가 아들을 복수하려는 의지와 제국 국경 내에서 반복적으로 반란을 일으키는 도시에 대한 피로에서 비롯되었다고 보았다. 브링크만에 따르면, 센나케립은 바빌론의 신들이 백성들을 선동하여 자신을 공격하도록 했기 때문에 한때 바빌론의 신들에 대한 애정을 잃었을 수도 있다. 바빌론 파괴에 대한 센나케립 자신의 기록은 다음과 같다.
바빌로니아의 왕 무셰지브-마르둑을 그의 가족과 관리들과 함께 내 나라로 산 채로 끌고 왔다. 나는 그 도시의 재물 — 은, 금, 귀한 보석, 재산과 물품 —을 내 백성의 손에 헤아려 주었고, 그들은 그것을 자기 것으로 취했다. 내 백성의 손은 그곳에 거하는 신들을 붙잡아 부수었으며, 그들의 재산과 물품을 취했다.
나는 도시와 그 집들을 기초에서부터 난간까지 파괴했다. 나는 그것들을 황폐하게 만들고 불태웠다. 나는 도시의 외벽과 내벽, 신전들, 그리고 지구라트의 벽돌과 흙덩이를 허물었으며, 이것들을 아라흐투 운하에 버렸다. 나는 그 도시 한가운데로 운하를 파고, 물로 뒤덮어 그 기초까지 사라지게 만들었으며, 파괴적인 홍수보다 더 철저하게 파괴했다. 장래에 그 도시와 그 신전들의 위치를 알아볼 수 없도록, 나는 그것을 물로 완전히 녹여 침수된 땅처럼 만들었다.

센나케립이 도시를 파괴했음에도 불구하고, 그는 여전히 바빌론의 고대 신들을 다소 두려워했던 것으로 보인다. 그의 원정 기록 초기 부분에서 그는 바빌론 신들의 성역이 그의 적들에게 재정적 지원을 제공했다고 명시적으로 언급한다. 신들의 재산을 압류하고 일부 신상들을 파괴하는 부분을 묘사하는 구절은 센나케립이 "나" 대신 "내 백성"이라는 표현을 사용하는 몇 안 되는 부분 중 하나이다. 브링크만은 1973년에 이를 신전의 운명에 대한 비난을 센나케립 개인에게 돌리지 않고, 신전 직원들의 결정과 아시리아인들의 행동에 돌리려는 의도라고 해석했다.
도시를 파괴하는 동안, 센나케립은 신전들과 신상들을 파괴했지만, 마르둑 신상은 아시리아로 가져갔다. 이는 바빌론과 그 신들을 높이 평가했던 아시리아 내에서 당혹감을 불러일으켰다. 센나케립은 종교 선전 캠페인을 통해 자신의 행동을 동포들에게 정당화하려고 시도했다. 이 캠페인의 일환으로 그는 마르둑이 아시리아의 신 아슈르 앞에서 재판을 받는 신화를 제작했다. 이 문서는 단편적이지만, 마르둑이 어떤 중대한 범죄로 유죄 판결을 받은 것으로 보인다. 센나케립은 바빌론 반란군에 대한 자신의 승리를 바빌론 창조 신화의 언어로 묘사하며, 바빌론을 사악한 악마 여신 티아마트에, 자신을 마르둑에 비유했다. 아슈르가 신년 축제에서 마르둑을 대신했고, 축제 신전에는 바빌론에서 가져온 상징적인 파편 더미를 놓았다. 바빌로니아에서 센나케립의 정책은 주민들 대부분에게 깊은 증오를 불러일으켰다.
센나케립의 목표는 바빌로니아를 정치적 실체로서 완전히 제거하는 것이었다. 비록 북부 바빌로니아 영토의 일부는 아시리아 지방이 되었지만, 아시리아인들은 바빌론 자체를 재건하려는 노력을 기울이지 않았고, 당시 남부 연대기들은 그 시대를 땅에 왕이 없었던 "왕 없는" 시대로 언급한다.

### 니네베 재건
바빌론과의 마지막 전쟁 이후, 센나케립은 대규모 군사 작전을 벌이는 대신 새로운 수도 니네베를 개선하는 데 시간을 할애했다. 니네베는 수천 년 동안 메소포타미아 북부의 중요한 도시였다. 그 위치에서 가장 오래된 인간 정착의 흔적은 기원전 7천년경부터 시작되며, 기원전 4천년경부터는 북부의 중요한 행정 중심지를 형성했다. 센나케립이 이 도시를 새로운 수도로 만들었을 때, 그것은 고대 역사상 가장 야심찬 건축 프로젝트 중 하나를 경험했으며, 그의 통치 이전에 방치되었던 상태에서 완전히 변화되었다. 그의 아버지의 새로운 수도인 두르샤루킨이 이전 수도 님루드를 거의 모방한 것이었던 반면, 센나케립은 니네베를 그 웅장함과 규모로 문명 세계를 놀라게 할 도시로 만들고자 했다.
니네베 건축 프로젝트를 다루는 가장 초기 비문은 기원전 702년으로 거슬러 올라가며, 성채 남서부에 건설된 대규모 거주지인 남서 궁전의 건설과 관련이 있다. 센나케립은 이 궁전을 ekallu ša šānina la išu, 즉 "경쟁자 없는 궁전"이라고 불렀다. 건설 과정에서 더 작은 궁전이 철거되었고, 궁전 언덕 일부를 침식시키던 물줄기가 방향이 바뀌었으며, 새 궁전이 세워질 테라스는 160층의 벽돌 높이로 세워졌다. 비록 이 초기 비문들 중 많은 부분이 궁전이 이미 완성된 것처럼 이야기하지만, 이는 고대 아시리아 건축 프로젝트에 대한 표준적인 서술 방식이었다. 센나케립의 초기 재건 기록에 묘사된 니네베는 당시 그의 상상 속에만 존재했던 도시였다.
기원전 700년경, 남서 궁전의 왕좌실 벽이 건설되었고, 얼마 후 그 안에 전시될 수많은 부조들이 제작되었다. 궁전 건설의 마지막 단계는 후기 아시리아 건축의 특징인 황소와 사자를 묘사하는 거대한 조각상의 건립이었다. 이러한 석조 조각상들은 니네베에서 발굴되었지만, 비문에 언급된 귀금속으로 만들어진 유사한 거대한 조각상들은 여전히 행방불명이다. 궁전의 지붕은 서부 산지에서 가져온 사이프러스와 삼나무로 만들어졌으며, 궁전은 여러 개의 창문을 통해 조명되었고, 내부는 은과 청동 못으로, 외부는 유약을 바른 벽돌로 장식되었다. 건축된 언덕을 기준으로 전체 구조는 길이 450 미터 (1,480 ft), 너비 220 미터 (720 ft)였다. 센나케립의 왕비인 타슈메투-샤라트와 관련된 구역에 있는 돌 사자상에 새겨진 비문에는 왕과 왕비 모두 새 궁전에서 건강하고 오래 행복하게 살기를 바라는 내용이 담겨 있다. 비문은 특이하게 친밀한 방식으로 다음과 같이 기록되어 있다.
그리고 나의 사랑하는 아내, 벨렛-일리(Belet-ili)가 다른 모든 여성들보다 더 아름다운 용모를 만들어 준 타슈메투-샤라트를 위해, 나는 사랑과 기쁨과 즐거움의 궁전을 지었다. [...] 신들의 아버지 아슈르와 하늘의 여왕 이슈타르의 명에 따라, 우리 둘 다 이 궁전에서 건강하고 행복하게 오래 살며 온전한 안녕을 누리기를!

사르곤이 두르샤루킨에 지었던 궁전과 같은 구조로 구상되었을 가능성이 높지만, 센나케립의 궁전, 특히 그 안에 전시된 예술 작품에는 몇 가지 차이가 있다. 사르곤의 부조가 일반적으로 왕을 아시리아 귀족들과 가깝게 묘사하는 반면, 센나케립의 예술은 대개 왕이 전차에 올라타 주변의 모든 사람들보다 훨씬 크게 묘사된다. 그의 부조는 더 큰 장면, 일부는 거의 조감도 시점에서 보여준다. 예술에서도 더 자연주의적인 접근 방식의 예가 있다. 사르곤 궁전의 거대한 황소 조각상들이 옆면에서 네 다리, 정면에서 두 다리가 보이도록 다섯 다리를 묘사한 반면, 센나케립의 황소들은 모두 네 다리를 가지고 있다. 센나케립은 자신의 새 궁전에 아름다운 정원을 조성하고, 제국 전역과 그 너머에서 다양한 식물과 약초를 들여왔다. 목화 식물은 멀리 인도에서 수입되었을 수도 있다. 일부는 세계 7대 불가사의 중 하나인 유명한 바빌론의 공중 정원이 실제로는 니네베의 이 정원들이었다고 주장한다. 에카르트 프라흠은 바빌론 자체에 인상적인 왕실 정원이 존재했다는 점을 들어 이 생각을 가능성이 낮다고 본다.
궁전 외에도 센나케립은 니네베에서 다른 건축 프로젝트를 감독했다. 그는 도시 남쪽 언덕에 두 번째 대규모 궁전을 지었는데, 이곳은 군사 장비를 보관하는 병기창이자 아시리아 상비군의 일부를 위한 영구 병영으로 사용되었다. 수많은 신전이 건설되고 복원되었으며, 그 중 많은 신전이 쿠윤지크 언덕(남서 궁전이 위치한 곳)에 있었다. 여기에는 (왕 자신의 이름에도 언급된) 신 Sîn에게 헌정된 신전도 포함되었다. 센나케립은 또한 도시를 남쪽으로 대규모로 확장하고, 해자로 둘러싸인 거대한 새 도시 성벽을 세웠는데, 그 높이는 25 미터 (82 ft)에 달하고 두께는 15 미터 (49 ft)였다.

### 음모, 살해, 그리고 계승

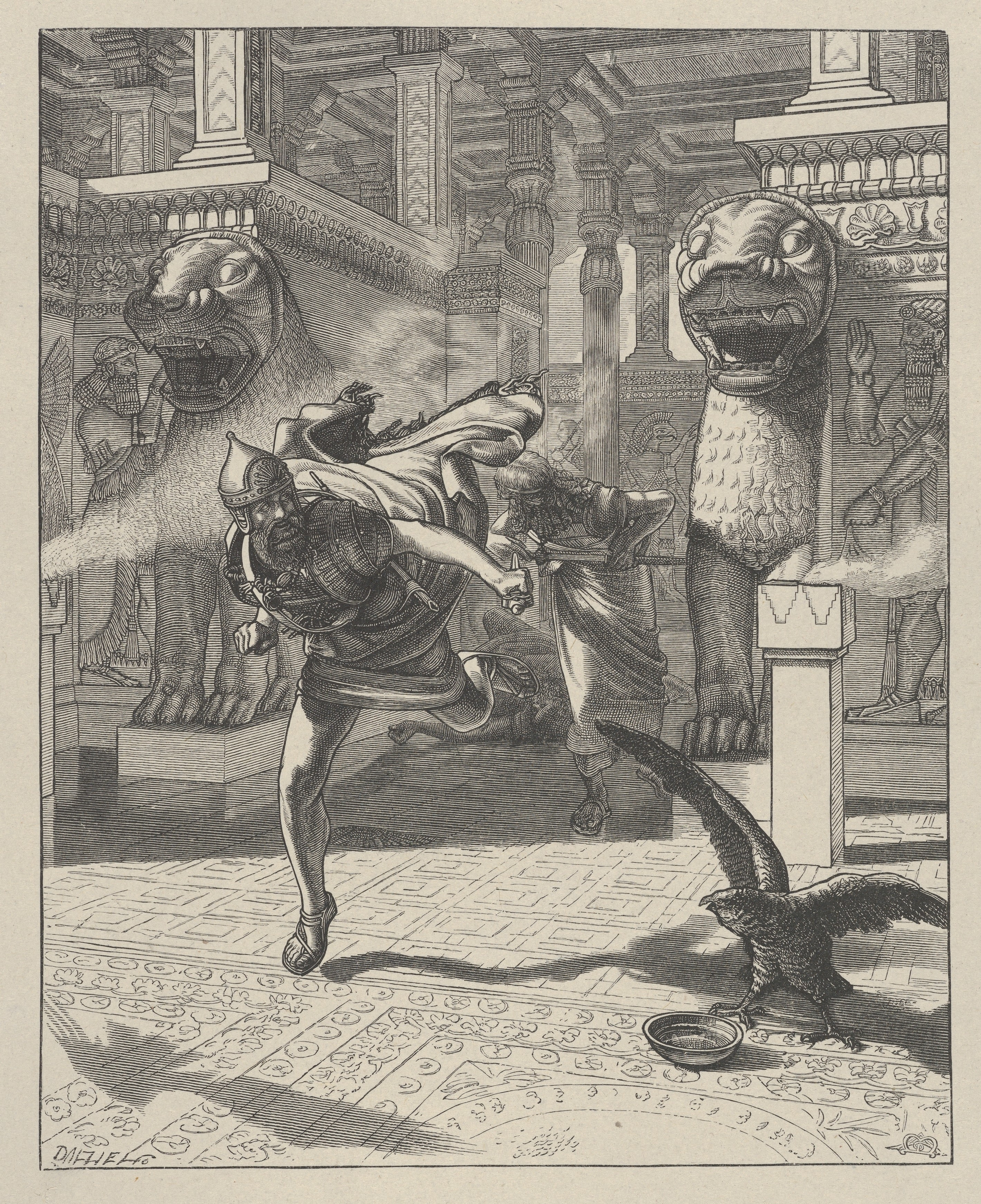
달질의 성경 갤러리 (1881년)에 실린 아드람멜렉의 비행 삽화로, 아르다-물리수와 나부-샤르-우수르가 아버지 센나케립을 살해한 후 도주하는 모습을 묘사

장남이자 원래 태자였던 아슈르-나딘-슈미가 사라지자(아마도 처형되었을 것으로 추정), 센나케립은 살아남은 장남 아르다-물리수를 새로운 태자로 선택했다. 아르다-물리수는 기원전 684년까지 몇 년 동안 후계자 자리를 지켰지만, 센나케립은 알 수 없는 이유로 갑자기 그를 그의 어린 동생 에사르하돈으로 교체했다. 아르다-물리수의 갑작스러운 해임 이유는 알 수 없지만, 동시대 비문에 따르면 그는 매우 실망한 것이 분명하다. 에사르하돈의 영향력 있는 어머니 나키아가 센나케립이 에사르하돈을 후계자로 선택하도록 설득하는 데 역할을 했을 수도 있다. 해임에도 불구하고 아르다-물리수는 여전히 인기 있는 인물이었으며, 일부 봉신들은 비밀리에 그를 왕위 계승자로 지지했다.
센나케립은 아르다-물리수에게 에사르하돈에게 충성을 맹세하게 강요했지만, 아르다-물리수는 아버지에게 자신을 후계자로 복귀시켜 달라고 여러 번 호소했다. 센나케립은 아르다-물리수의 인기가 높아지는 것을 알아차리고 그의 지정된 후계자에 대한 두려움을 느껴 에사르하돈을 서부 지방으로 보냈다. 에사르하돈의 추방은 아르다-물리수를 어려운 상황에 빠뜨렸다. 그는 인기의 정점에 도달했지만 동생에게 아무것도 할 수 없었다. 기회를 이용하기 위해 아르다-물리수는 신속하게 행동하여 무력으로 왕위를 차지하기로 결정했다. 그는 그의 어린 동생 중 한 명인 나부-샤르-우수르와 "반란 조약"을 맺고, 기원전 681년 10월 20일, 그들은 니네베의 신전 중 한 곳, 아마도 신에게 헌정된 신전에서 아버지를 공격하여 살해했다.
당시 세계에서 가장 강력한 제국 중 하나의 통치자였던 센나케립의 살해는 동시대인들에게 충격을 주었다. 근동 전역의 사람들은 이 소식을 강렬한 감정과 복잡한 심경으로 받아들였다. 레반트와 바빌로니아 주민들은 이 소식을 환영하며 센나케립의 그들에 대한 잔혹한 원정 때문에 이 행위를 신의 징벌이라고 선포했지만, 아시리아에서는 아마도 분노와 공포가 반응이었을 것이다. 성경을 포함한 많은 자료들이 이 사건을 기록했는데, 성경에서 아르다-물리수는 아드람멜렉이라고 불린다.
음모가 성공했음에도 불구하고, 아르다-물리수는 왕위를 차지할 수 없었다. 왕의 살해는 그의 지지자들 사이에서 그에 대한 일부 불만을 야기하여 그의 잠재적 즉위를 지연시켰고, 그 동안 에사르하돈은 군대를 일으켰다. 아르다-물리수와 나부-샤르-우수르가 일으킨 군대는 제국 서부의 하니갈바트 지역에서 에사르하돈의 군대와 맞닥뜨렸다. 그곳에서 그들의 병사들 대부분은 탈영하여 에사르하돈에게 합류했고, 그는 저항 없이 니네베로 진군하여 아시리아의 새 왕이 되었다. 왕위에 오른 직후, 에사르하돈은 자신의 손이 닿는 모든 음모자들과 정치적 적들, 심지어 그의 형제들의 가족까지 처형했다. 니네베 왕궁의 보안과 관련된 모든 하인들도 처형되었다. 아르다-물리수와 나부-샤르-우수르는 이 숙청에서 살아남아 북부 왕국 우라르투로 망명했다.

## 가족 및 자녀

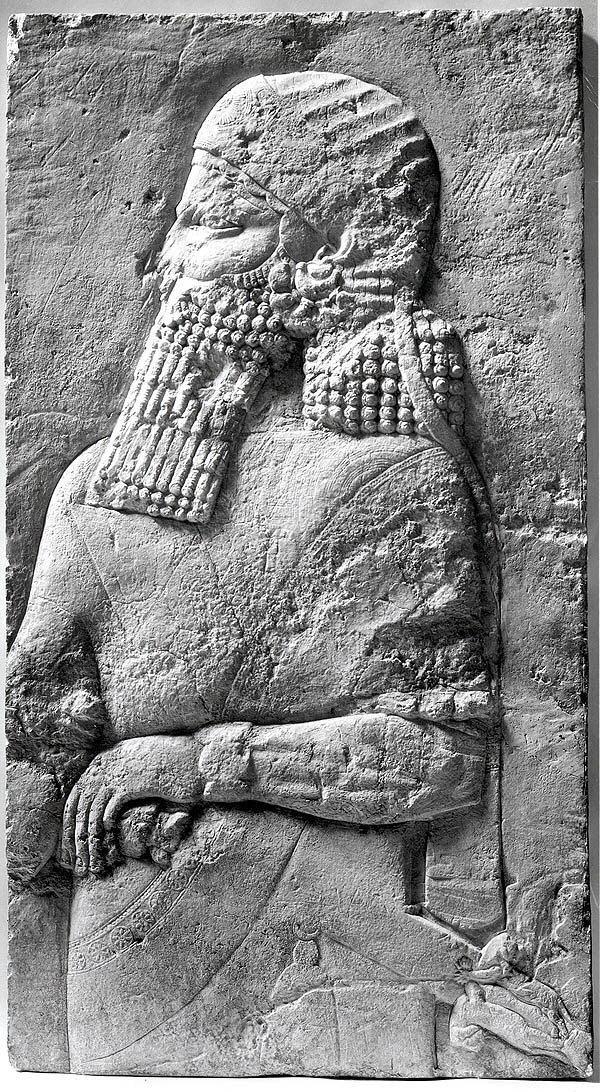
아시리아 태자를 묘사한 석비. 센나케립 통치 시기로 거슬러 올라가며, 아슈르-나딘-슈미, 아르다-물리수 또는 에사르하돈을 묘사했을 수 있다.

아시리아 왕들의 전통처럼 센나케립에게는 많은 여성들로 이루어진 하렘이 있었다. 그의 아내 중 두 명의 이름은 알려져 있는데, 타슈메투-샤라트(Tašmetu-šarrat)와 나키아(Naqiʾā)이다. 두 명 모두 왕비의 지위를 가졌는지 여부는 불확실하지만, 동시대 자료에 따르면 왕의 가족에는 여러 여성이 포함되어 있었지만, 한 번에 한 명만이 왕비이자 주 배우자로 인정되었다. 센나케립 통치 기간의 대부분 동안 왕비는 타슈메투-샤라트였는데, 그녀의 이름은 문자 그대로 "타슈메툼이 왕비이다"라는 뜻이다. 비문들은 센나케립과 타슈메투-샤라트가 사랑하는 관계였음을 시사하며, 왕은 그녀를 "나의 사랑하는 아내"라고 부르며 공개적으로 그녀의 아름다움을 칭찬했다.

나키아가 왕비 칭호를 받은 적이 있는지는 불분명하다. 그녀는 에사르하돈의 통치 기간 동안 "왕대비"로 불렸지만, 그녀가 에사르하돈의 어머니였기 때문에 이 칭호는 센나케립의 통치 말기에 부여되었거나 에사르하돈에 의해 부여되었을 수도 있다. 타슈메투-샤라트가 더 오랫동안 주 배우자였지만, 나키아는 에사르하돈의 통치 기간 동안 그녀의 역할 때문에 오늘날 더 잘 알려져 있다. 그녀가 센나케립의 아내 중 한 명이 되었을 때, 그녀는 아카드 이름인 자쿠투(Zakûtu)를 사용했다(나키아는 아람어 이름이다). 두 이름을 가졌다는 것은 나키아가 아시리아 본토 밖, 아마도 바빌로니아나 레반트에서 태어났을 수 있다는 점을 시사할 수 있지만, 그녀의 출신에 대한 어떠한 이론도 실질적인 증거는 없다.

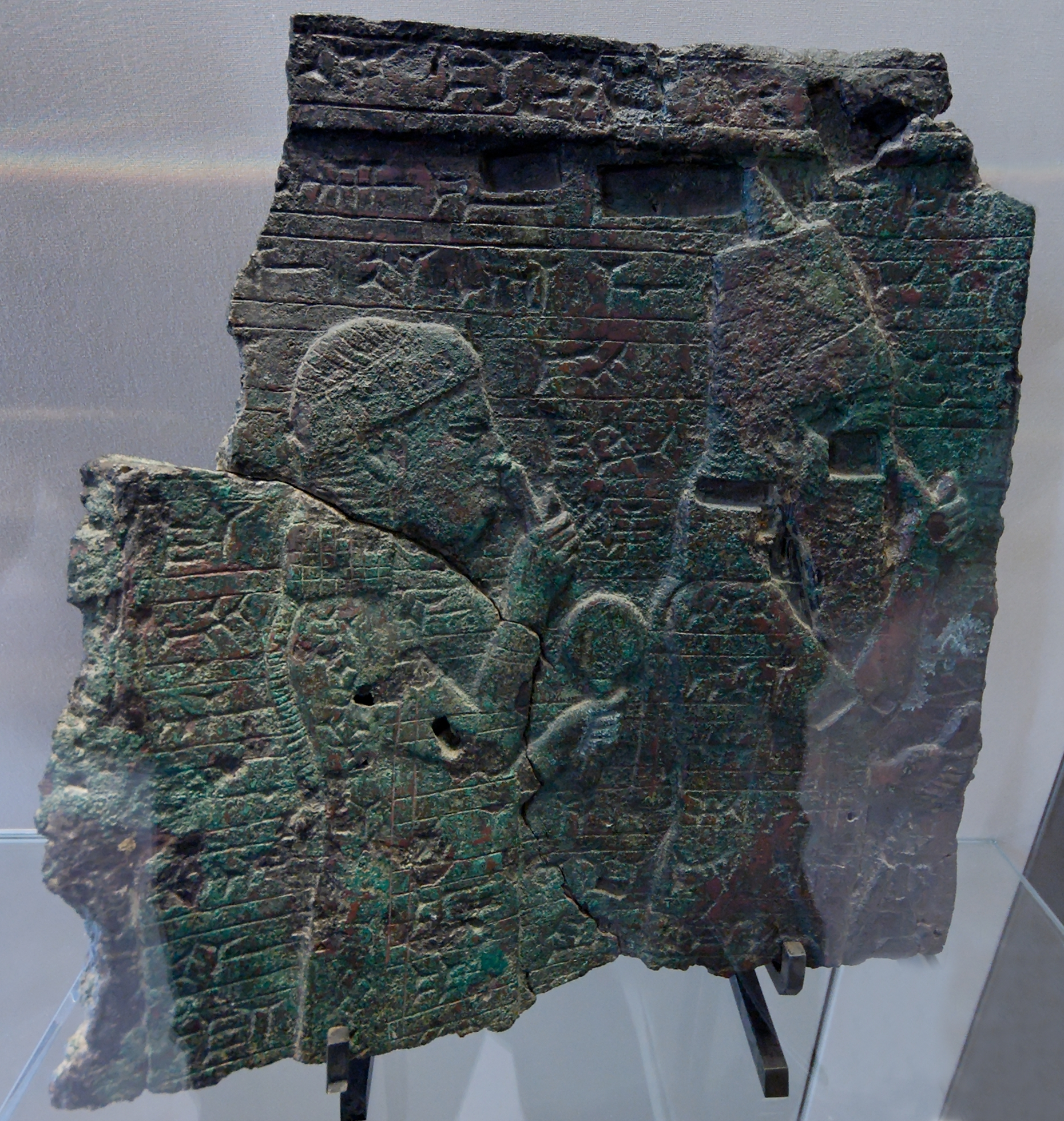
센나케립의 아들이자 후계자인 에사르하돈 (오른쪽)과 에사르하돈의 어머니 (이자 센나케립의 아내) 나키아 (왼쪽)를 묘사한 부조

센나케립은 적어도 7명의 아들과 1명의 딸을 두었다. 에사르하돈이 나키아의 아들이라는 점을 제외하고, 센나케립의 아내 중 누가 자녀들의 어머니였는지는 알려져 있지 않다. 타슈메투-샤라트가 그들 중 적어도 일부의 어머니였을 가능성이 높다. 그들의 이름은 다음과 같다:
- 아슈르-나딘-슈미 (Aššur-nādin-šumi)[60] – 아마도 센나케립의 장남. 기원전 700년에 바빌론의 왕이자 태자로 임명되었으며, 기원전 694년 엘람인들에게 사로잡혀 처형될 때까지 두 직책을 수행했다.[101]
- 아슈르-일리-무발리수 (Aššur-ili-muballissu)[99] – 아마도 센나케립의 둘째 아들 (그는 māru terdennu, 즉 "둘째 아들"이라고 불린다). 그는 "아슈르의 발치에서 태어났다"고 언급되는데, 이는 그가 사제직에서 어떤 역할을 맡았음을 시사한다.[99] 그의 아버지는 아마도 기원전 700년 이전에 아수르에 그에게 집을 주었고, 나중에 니네베에서 발굴된 귀한 화병도 주었다.[102]
- 아르다-물리수 (Arda-Mulišši)[103] – 아슈르-나딘-슈미가 사망한 기원전 694년경 센나케립의 살아있는 장남. 그는 기원전 694년부터 684년까지 태자였으나, 알 수 없는 이유로 에사르하돈으로 교체되었다. 그는 기원전 681년 센나케립을 살해하고 스스로 왕위를 차지하려는 음모를 꾸몄다.[94] 그의 군대가 에사르하돈에게 패배한 후, 그는 우라르투로 도망쳤다.[94]
- 아슈르-슈무-우샤브시 (Aššur-šumu-ušabši) – 센나케립의 자녀들 중 그의 위치는 알 수 없는 아들. 센나케립은 니네베에 그에게 집을 주었다. 이 집의 건설을 다루는 비문이 새겨진 벽돌이 나중에 니네베에서 발굴되었는데, 이는 아마도 아슈르-슈무-우샤브시가 집이 완공되기 전에 사망했음을 나타낼 수 있다.[102]
- 에사르하돈 (Aššur-aḫa-iddina)[104] – 기원전 684–681년에 센나케립의 태자로 재직했으며, 기원전 681년부터 669년까지 아시리아의 왕으로 그를 계승한 어린 아들.[94]
- 네르갈-슈무-입니 (Nergal-šumu-ibni)[102] – 센나케립의 또 다른 아들의 재구성된 이름 (왕자의 완전한 이름은 비문에 누락되어 있다). 그는 개인 말 사육자 사마를 포함하여 많은 직원을 고용했다고 언급된다. 그는 기원전 683년에 언급된 정보 장교와 동일 인물일 수 있다. 그의 이름은 대안적으로 네르갈-슈무-우수르로 재구성될 수 있다.[102] 네르갈-슈무-입니는 아르다-물리수와 함께 태자로 봉사했을 수도 있으며, 바빌로니아의 의도된 후계자였을 가능성도 있지만, 증거는 결정적이지 않다.[105]
- 나부-샤르-우수르 (Nabû-šarru-uṣur)[106] – 센나케립을 살해하고 권력을 장악하려는 음모에 아르다-물리수와 함께 가담한 어린 아들. 그는 아르다-물리수와 함께 우라르투로 도피했다.[94]
- 샤디투 (Šadditu)[102] – 센나케립의 딸 중 유일하게 이름이 알려진 샤디투는 토지 매매 문서에 나타나며, 그녀를 위한 보호 의식이 거행되었다. 그녀는 에사르하돈 통치 기간 동안 왕실 가족 내에서 자리를 유지했으므로 나키아의 딸이었을 가능성이 높다. 그녀 또는 다른 딸은 기원전 672년에 슈샹쿠라는 이집트 귀족과 결혼했다.[100]

니네베에서 발굴된 작은 점토판에는 길가메시와 같은 신화 속 메소포타미아 영웅들의 이름과 몇몇 개인 이름이 나열되어 있다. 이 개인 이름 목록에 아슈르-일리-무발리수라는 이름이 나타나며, 아슈르-나딘-슈미 (또는 아슈르-슈무-우샤브시)와 에사르하돈으로 재구성될 수 있는 단편적인 이름들과 함께 나타나는 것으로 보아, 다른 개인 이름들도 센나케립의 아들들 이름일 가능성이 있다. 이 이름들에는 일레에-불루투-아슈르, 아슈르-무카니시-일리아, 아나-아슈르-타클락, 아슈르-바니-벨리, 사마슈-안둘라수 (또는 사마슈-살람수), 그리고 아슈르-샤킨-리티가 포함된다.

## 인격
센나케립의 인격을 추론할 수 있는 주요 자료는 그의 왕실 비문이다. 이 비문들은 왕이 직접 쓴 것이 아니라 그의 왕실 서기관들이 썼다. 그들은 종종 왕을 동시대 및 고대의 모든 통치자들보다 더 훌륭하게 묘사하려는 선전의 목적을 가졌다. 또한 아시리아 왕실 비문은 종종 군사 및 건축 문제만을 다루며, 왕마다 거의 변함없이 매우 정형화되어 있었다. 비문을 조사하고 다른 왕들의 비문 및 비왕실 비문과 비교함으로써 센나케립의 성격의 몇 가지 측면을 추론할 수 있다. 다른 아시리아 왕들의 비문처럼 그의 비문도 자부심과 높은 자존감을 보여주는데, 예를 들어 "신들의 아버지 아슈르는 모든 통치자들 가운데 나를 굳건히 보았으며, 나의 무기를 (왕좌에 앉은) 모든 자들의 무기보다 더 위대하게 만들었다"는 구절이 있다. 여러 곳에서 센나케립의 뛰어난 지성이 강조되는데, 예를 들어 "신 닌시키(Ninshiku)는 현자 아다푸(Adapu)와 동등한 넓은 이해력을 나에게 주었으며, 나에게 광범위한 지식을 부여했다"는 구절이 있다. 여러 비문에서 그를 "모든 통치자의 으뜸"(ašared kal malkī)이자 "완벽한 사람"(eṭlu gitmālu)이라고 부른다. 센나케립이 왕이 되었을 때 칭호를 취하지 않고 자신의 본명을 유지하기로 한 결정은 자신감을 시사한다. 그의 21명 직전 선임자 중 최소 19명이 칭호를 사용했다. 센나케립은 "정의의 수호자"와 "정의의 애인"과 같이 아시리아 왕들이 이전에 사용하지 않았던 여러 새로운 별칭을 사용했는데, 이는 그의 통치와 함께 시작되는 새로운 시대에 개인적인 흔적을 남기고자 하는 욕구를 시사한다.
센나케립은 왕이 되었을 때 이미 성인이었으며, 사르곤의 태자로서 15년 이상 봉사하여 제국 행정을 이해하고 있었다. 이전 및 이후의 많은 아시리아 왕들(아버지 포함)과는 달리, 센나케립은 자신을 정복자로 묘사하거나 세계 정복에 대한 큰 욕구를 표현하지 않았다. 대신, 그의 비문은 종종 그의 통치에서 가장 중요한 부분을 대규모 건축 프로젝트로 묘사했다. 센나케립의 대부분의 원정은 정복을 목표로 한 것이 아니라, 자신의 통치에 대한 반란을 진압하고, 잃어버린 영토를 회복하며, 건축 프로젝트 자금을 조달하기 위한 보물을 확보하는 것이었다. 센나케립 자신이 아닌 그의 장군들이 여러 원정을 이끌었다는 사실은 그가 전임자들만큼 원정에 관심이 없었음을 보여준다. 센나케립의 기록에 묘사된 아시리아 적들에 대한 잔혹한 보복과 처벌이 반드시 진실을 반영하는 것은 아니다. 그것들은 또한 선전과 심리전의 위협적인 도구로 사용되었다.

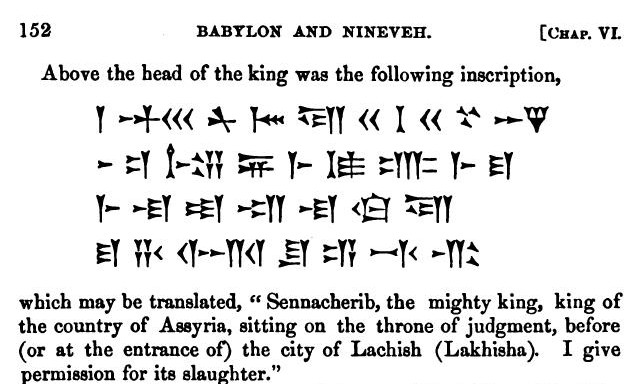
아카드어로 쓰인 글과 라키시 공성전을 묘사하는 부조의 센나케립 머리 위에서 영어로 번역된 글. 오스텐 헨리 레이어드의 1853년 저서 《니네베와 바빌론 유적지 발견》에서 발췌.

세계 지배에 대한 관심이 부족한 듯 보였음에도 불구하고, 센나케립은 전 세계를 다스리는 것을 나타내는 전통적인 메소포타미아 칭호인 "우주의 왕"과 "세계 사방의 왕"을 사용했다. "강력한 왕"과 "위대한 왕"과 같은 다른 칭호들은 "남성적인 전사"(zikaru qardu)와 "사나운 들소"(rīmu ekdu)와 같은 별칭과 함께 그의 권력과 위대함을 강조했다. 센나케립은 자신의 기록에서 실패한 원정까지도 모두 승리로 묘사했다. 이것은 반드시 개인적인 자부심 때문만은 아니었다. 그의 백성들은 실패한 원정을 신들이 더 이상 그의 통치를 지지하지 않는다는 신호로 보았을 것이다. 센나케립은 신들이 자신을 지지한다고 확신했고, 이러한 이유로 모든 전쟁을 정당하다고 여겼다.
프라흠은 센나케립이 아버지의 비극적인 운명 때문에 외상 후 스트레스 장애를 겪었을 가능성이 있다고 본다. 자료에 따르면 센나케립은 나쁜 소식에 쉽게 분노했으며 심각한 정신적 문제를 겪었던 것으로 보인다. 그의 아들이자 후계자인 에사르하돈은 자신의 비문에 "알루 악마"가 센나케립을 괴롭혔으며, 그의 점술가들 중 누구도 처음에는 왕에게 악마의 징후를 관찰했다고 감히 말할 수 없었다고 언급한다. 알루 악마가 무엇인지는 완전히 이해되지 않았지만, 동시대 문서에 묘사된 전형적인 증상으로는 환자가 자신이 누구인지 모르는 것, 동공이 수축하는 것, 사지가 긴장되는 것, 말을 할 수 없는 것, 귀에서 소리가 나는 것 등이 있다.
프라흠과 아시리아학자 줄리안 E. 레이드는 센나케립이 여성주의자로 분류될 수 있다는 생각을 고민했다. 센나케립의 통치 기간 동안 궁정 여성들은 이전 아시리아 왕들의 통치 기간보다 더 두드러지고 더 큰 특권을 누렸다. 그의 여성 친족에 대한 이러한 정책의 이유는 알려져 있지 않다. 그는 강력한 아랍 여왕들이 스스로 결정을 내리고 군대를 이끄는 것을 목격하면서, 강력한 장군들과 귀족들로부터 자신의 가족에게 권력을 옮기려 했을 수도 있다. 그는 아버지의 기억을 다룬 방식에 대한 보상이었을 수도 있다. 왕실 여성의 지위가 높아졌다는 증거에는 이전 시대의 왕비들에 비해 센나케립 통치 기간의 아시리아 왕비들을 언급하는 텍스트 수가 더 많다는 점, 그리고 센나케립의 왕비들이 왕처럼 자신만의 상비군 부대를 가졌다는 증거가 포함된다. 왕실 여성의 지위 상승을 반영하여, 센나케립 시대에는 여성 신들이 더 자주 묘사되었다. 예를 들어, 신 아슈르는 여성 동반자, 아마도 여신 물리수와 함께 자주 묘사된다.
센나케립이 아버지의 운명에 대한 미신과 신의 지지에 대한 확신에도 불구하고, 레이드는 왕이 어느 정도 종교에 회의적이었다고 믿는다. 바빌론을 파괴하고 신전을 불태운 센나케립의 궁극적인 행동은 신성 모독이었으며, 왕은 통치 말기에 아수르의 아슈르 신전을 재건하기 전까지 아시리아의 신전들을 등한시했던 것으로 보인다.

## 유산

### 대중적 기억 속의 센나케립

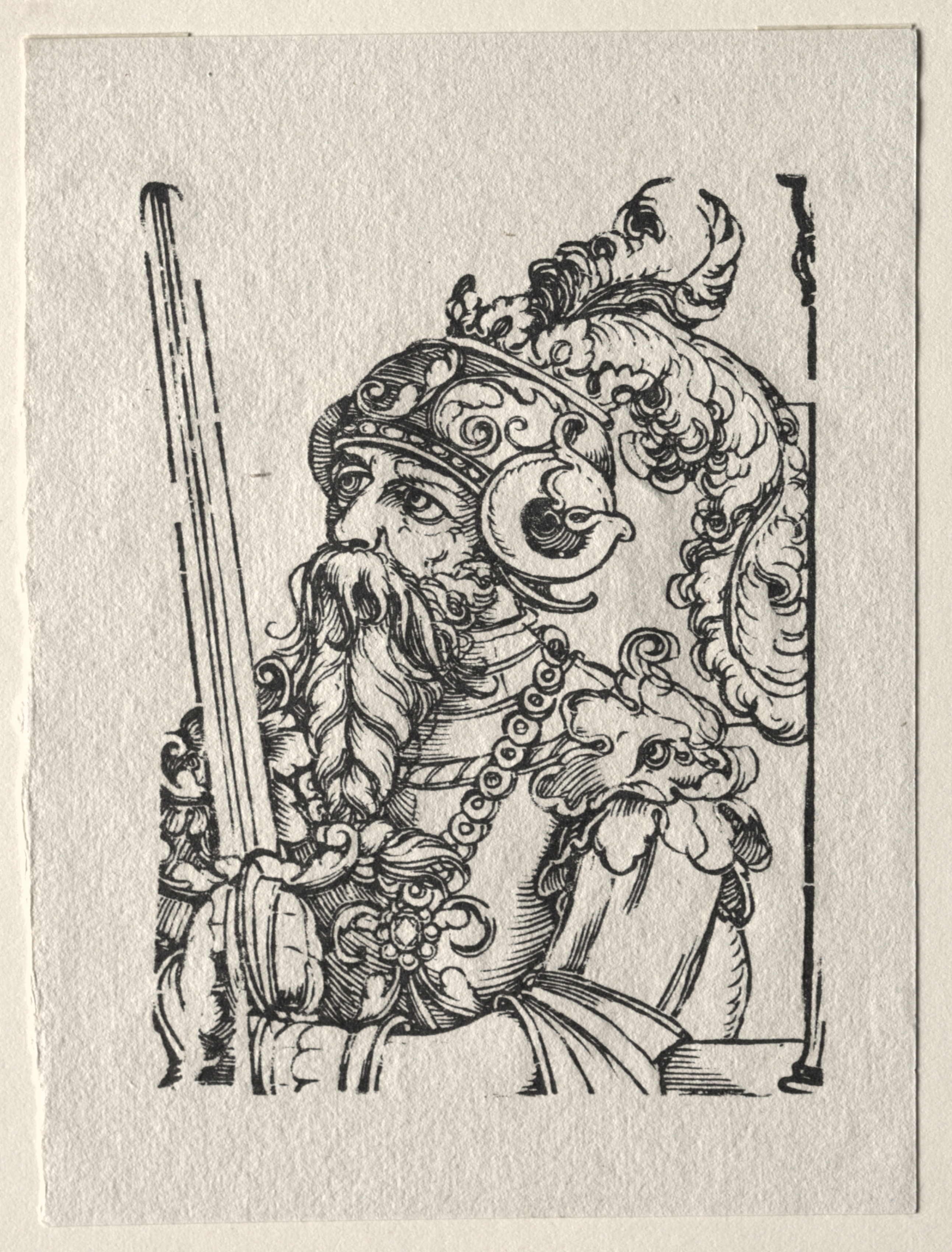
16세기 독일 판화가, 화가, 인쇄공인 게오르크 펜츠의 센나케립을 묘사한 목판화. 《구약 성서의 폭군들》이라는 제목의 목판화 시리즈 중 하나다.

센나케립이 사망한 후 수천 년 동안, 왕의 대중적 이미지는 주로 부정적이었다. 첫 번째 이유는 성경에 예루살렘을 점령하려던 사악한 정복자로 부정적으로 묘사되었기 때문이고, 두 번째는 고대 세계에서 가장 중요한 도시 중 하나였던 바빌론을 파괴했기 때문이다. 이러한 센나케립에 대한 부정적인 시각은 현대까지 이어졌다. 센나케립은 1815년 바이런 경의 유명한 시 센나케립의 파괴에서 "늑대처럼 양떼를 습격하는" 무자비한 약탈자로 묘사된다.
아시리아인은 늑대가 양 우리를 습격하듯 내려왔고,
그의 군단은 자주색과 금빛으로 번쩍였네;
그들의 창의 광채는 바다 위의 별 같았으니,
푸른 물결이 밤마다 깊은 갈릴리 호수에 굴러갈 때와 같았네.— 바이런 경 (1815), 센나케립의 파괴, 첫 연.

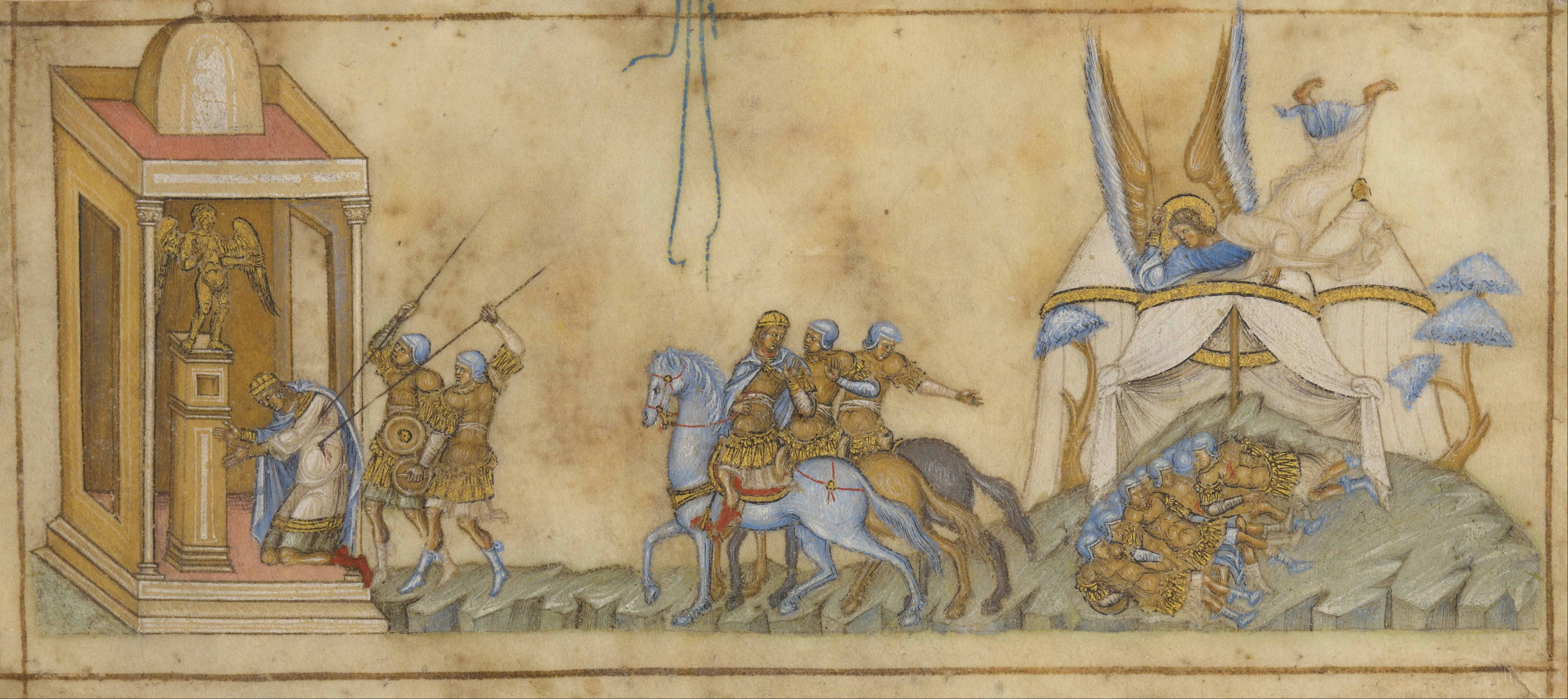
1300년경 시칠리아 노르만 왕국에서 제작된 구약성경 선지서 삽화 중 센나케립의 이스라엘인과의 전쟁의 세 가지 별개 장면을 묘사. 오른쪽에는 천사가 그의 군대를 파괴하는 모습이 그려져 있다. 중앙에는 센나케립과 그의 남은 병사들이 니네베로 돌아가는 모습이 보인다. 왼쪽에는 센나케립의 두 아들이 그가 이교 우상 앞에서 기도하는 동안 그를 살해하는 모습이 있다.

성경고고학자 아이작 칼리미와 역사가 세스 리처드슨은 2014년에 센나케립의 기원전 701년 예루살렘 공격을 "세계적인 사건"으로 묘사하며, 그것이 그렇지 않았다면 이질적이었을 수많은 집단들의 운명을 하나로 묶었다고 지적했다. 칼리미에 따르면, 이 사건과 그 여파는 아시리아인들과 이스라엘인들뿐만 아니라 바빌로니아인, 이집트인, 누비아인, 신히타이트인, 아나톨리아인들에게도 영향을 미치고 결과를 초래했다. 이 포위전은 동시대 자료뿐만 아니라 아람어 민담, 후기 그레코-로만 세계의 근동 역사, 중세 시리아 정교회 기독교인과 아랍인의 이야기와 같은 후대 민속과 전통에서도 논의된다. 센나케립의 레반트 원정은 성경에서 중요한 사건으로, 열왕기하 18:13–19:37, 20:6, 역대하 32:1–23과 같은 여러 곳에서 다루어진다. 열왕기하의 히즈키야 왕 통치에 대한 성경 기록의 대다수는 센나케립의 원정에 할애되어 있으며, 이는 히즈키야 시대의 가장 중요한 사건으로 자리매김하게 한다. 역대기에서는 센나케립의 실패와 히즈키야의 성공이 강조된다. 아시리아 원정(히즈키야의 반란 활동에 대한 대응이라기보다는 침략 행위로 묘사됨)은 처음부터 실패할 운명인 것으로 간주된다. 기록에 따르면, 히즈키야 왕은 하나님이 그의 편이었기 때문에 어떤 적도, 심지어 강력한 아시리아 왕조차도 그를 이길 수 없었을 것이다. 이 갈등은 성전과 유사한 것으로 제시된다. 즉, 하나님이 이교도 센나케립에 대항하는 전쟁이다.
아시리아는 긴 역사 동안 100명이 넘는 왕을 배출했지만, 센나케립(그의 아들 에사르하돈, 손자 아슈르바니팔과 샤마슈-숨-우킨과 함께)은 왕국이 멸망한 후에도 아람어와 시리아어 민담에 오랫동안 기억되고 등장한 몇 안 되는 왕 중 하나이다. 고대 아람어 아히카르의 이야기는 센나케립을 아히카르의 자비로운 후원자로 묘사하는 반면, 에사르하돈은 더 부정적으로 묘사된다. 중세 시리아 이야기들은 센나케립을 가족 불화로 암살당한 전형적인 이교도 왕으로 묘사하며, 그의 자녀들은 기독교로 개종한다. 4세기의 성 베흐남과 사라의 전설은 센나케립을 신하리브라는 이름으로 그들의 왕실 아버지로 묘사한다. 베흐남이 기독교로 개종하자 신하리브는 그의 처형을 명령하지만, 나중에 위험한 질병에 걸려 아수르에서 성 마태오에게 세례를 받아 치유된다. 감사한 신하리브는 기독교로 개종하고 모술 근처에 중요한 수도원인 마르 베흐남 수도원을 세운다.
센나케립은 훗날 유대 전통에서도 다양한 역할을 했다. 미드라시와 이후의 이야기들에서 기원전 701년의 사건들은 종종 자세히 탐구되며, 센나케립이 대규모 군대를 동원하고 그의 원정에서 점성가들과 반복적으로 상담하여 행동을 지연시켰다는 점이 지적된다. 이야기에서 센나케립의 군대는 히즈키야가 유월절 전날 밤 할렐 시편을 암송할 때 파괴된다. 이 사건은 종종 종말론적 시나리오로 묘사되며, 히즈키야는 메시아적 인물로, 센나케립과 그의 군대는 곡과 마곡의 의인화로 그려진다. 센나케립은 성경에서 그의 역할 때문에 오늘날까지 가장 유명한 아시리아 왕 중 한 명으로 남아 있다.
센나케립은 단테의 《신곡》, 연옥편에 교만의 본보기로 등장한다. "이제 센나케립의 아들들이 성전 안에서 그에게 달려들어, 그를 죽이고 그곳에 내버려두었음이 보였다" (XII. 51-54). 홀랜더는 라틴어 성경 불가타 역본이 센나케립의 히즈키야 원정을 "교만"과 연관시킨다고 지적한다.<Dante Alighieri, Purgatorio, tr. Robert and Jean Hollander, Doubleday, 2003</ref>

### 고고학적 발견

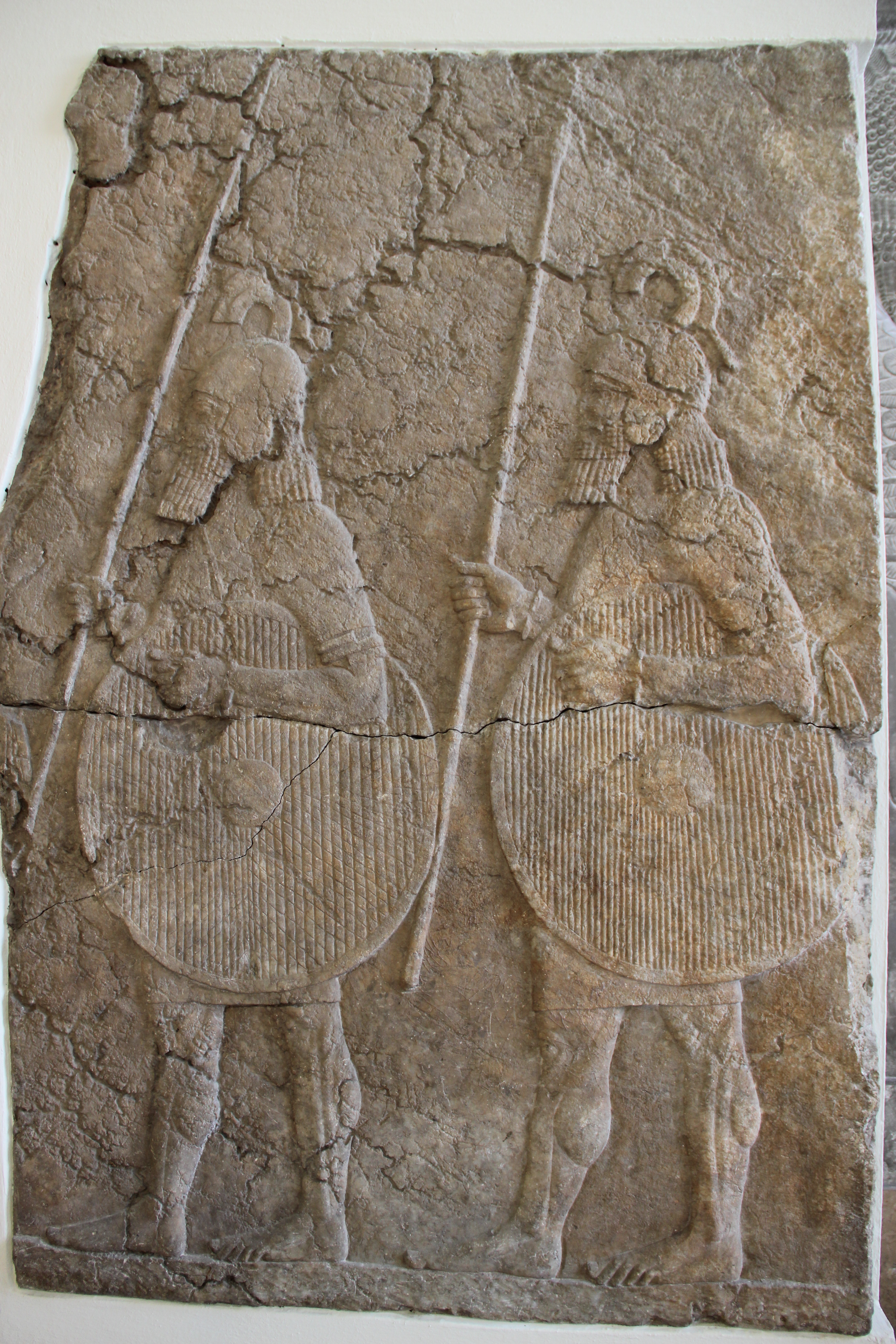
센나케립 궁전에서 발견된 두 명의 아시리아 병사를 묘사한 부조

19세기에 센나케립 자신의 비문이 발견되면서, 그의 엘람 적들의 목을 베고 손과 입술을 자르라고 명령하는 것과 같은 잔혹하고 잔인한 행위가 기록된 내용이 그의 이미지를 더욱 흉포하게 만들었다. 오늘날, 이러한 비문들은 많이 알려져 있으며, 대부분은 베를린의 베를린 서아시아 박물관과 런던의 대영박물관 소장품에 보관되어 있지만, 많은 부분이 전 세계 다른 기관과 개인 소장품에도 퍼져 있다. 센나케립의 비문이 새겨진 일부 대형 유물들은 니네베에 남아 있으며, 일부는 심지어 다시 묻히기도 했다. 센나케립 자신의 건축 프로젝트와 군사 원정에 대한 기록들은 일반적으로 그의 "연대기"라고 불리는데, 그의 통치 기간 동안 여러 번 복사되어 신아시리아 제국 전역에 퍼졌다. 그의 통치 첫 6년 동안은 점토 원통에 기록되었지만, 나중에는 더 넓은 표면적을 제공했기 때문인지 점토 각기둥을 사용하기 시작했다.
센나케립과 관련된 서신은 그의 아버지와 아들 에사르하돈 시대의 알려진 서신보다 수가 적으며, 대부분은 센나케립이 태자였을 때의 것이다. 행정 문서, 경제 문서, 연대기 등 센나케립 통치 시대의 다른 종류의 비왕실 비문은 더 많다. 기록된 자료 외에도 센나케립 시대의 많은 예술 작품이 남아 있는데, 특히 니네베 궁전에 있는 왕의 부조가 유명하다. 이 부조들은 주로 그의 정복을 묘사하며, 때로는 묘사된 장면을 설명하는 짧은 글이 함께 있다. 1847년부터 1851년까지 영국의 고고학자 오스텐 헨리 레이어드가 처음 발견하고 발굴한 남서 궁전의 라키시 포위전을 묘사한 부조는 성경에 기록된 사건을 고고학적으로 처음으로 확인한 사례였다.
호르무즈드 라삼과 헨리 크레스윅 로린슨은 1852년부터 1854년까지, 윌리엄 케넷 로프터스는 1854년부터 1855년까지, 조지 스미스는 1873년부터 1874년까지 남서 궁전의 추가 발굴을 이끌었다. 현장에서 발견된 수많은 비문들 중에서 스미스는 홍수에 대한 단편적인 기록을 발견했는데, 이는 학자들과 대중 모두에게 큰 흥미를 불러일으켰다. 스미스 이후, 이 현장은 여러 차례 집중적인 발굴과 연구를 경험했다. 라삼은 1878년부터 1882년까지 돌아왔고, 이집트학자 E. A. 월리스 버지는 1889년부터 1891년까지 발굴을 감독했으며, 아시리아학자 레너드 윌리엄 킹은 1903년부터 1904년까지, 아시리아학자 레지널드 캠벨 톰슨은 1905년과 1931년부터 1932년까지 발굴을 진행했다. 아시리아학자 타리크 마들룸 휘하의 이라크 문화재청은 1965년부터 1968년까지 가장 최근의 탐사를 수행했다. 센나케립의 많은 부조들은 오늘날 베를린 서아시아 박물관, 대영박물관, 바그다드의 이라크 박물관, 뉴욕의 메트로폴리탄 미술관, 파리의 루브르 박물관에 전시되어 있다.
무자비한 정복자라는 센나케립에 대한 전통적인 부정적 평가는 현대 학문에서 사라졌다. 1978년에 리드는 센나케립을 아시리아 통치자들 가운데 개방적이고 선견지명이 있는 왕으로 평가했으며, 그는 "평범한 위기에 효과적으로 대처했을 뿐만 아니라, 전통적인 문제로부터 자유로운 안정적인 제국 구조를 만들거나 만들려고 노력하면서 위기를 기회로 바꾸기까지 한 인물"이었다고 썼다. 리드는 센나케립 사망 후 70년 이내에 아시리아 제국이 붕괴한 것은 후대 왕들이 센나케립의 정책과 개혁을 무시했기 때문이라고 본다. 2018년에 엘라이는 센나케립이 전통적인 부정적 이미지와 왕이 자신의 비문을 통해 전달하고자 했던 완벽한 이미지 모두와 달랐지만, 두 가지 요소 모두 사실이었다고 결론지었다. 엘라이에 따르면, 센나케립은 "확실히 똑똑하고 능숙하며 적응력이 뛰어났지만", "그의 경건함은 모순적이었다. 한편으로는 바빌론의 신상과 신전을 불경하게 파괴했지만, 다른 한편으로는 행동하기 전에 신들에게 조언을 구하고 기도했다". 엘라이는 센나케립의 가장 큰 결점은 "그의 성미 급하고 복수심이 강하며 참을성 없는 성격"이었으며, 감정적일 때 비합리적인 결정을 내릴 수 있었다고 본다.
2011년, 에르빌주의 카스르 셰마목 (킬리주)에서 거대한 경사면이 발견되었는데, 매우 낮은 높이의 여러 단 계단이 있었고, 계단은 자랑스러운 벽돌로 만들어졌다. 이 벽돌 중 하나에서 아시리아 왕 센나케립의 이름이 새겨진 쐐기 문자 텍스트가 발견되었다. 프랑스 발굴 과정에서 많은 쐐기 문자 비문이 발견되었는데, 대부분은 왕의 칭호 중 하나를 언급하며, 도시의 성벽과 궁전 건설을 언급하는 내용을 담고 있다.

## 칭호
다음 칭호는 기원전 703년 바빌로니아 원정의 초기 기록에서 센나케립이 사용한 것이다.
센나케립, 위대한 왕, 강력한 왕, 아시리아의 왕, 적수 없는 왕, 의로운 목자, 위대한 신들의 총애를 받는 자, 기도를 드리는 목자, 위대한 신들을 두려워하는 자, 정의의 수호자, 정의를 사랑하는 자, 지지하는 자, 불구가 된 자를 돕고 선행을 행하려는 자, 완벽한 영웅, 강력한 자, 모든 왕 중 으뜸, 불복종하는 자들을 굴복시키는 목줄, 위대한 산 아슈르가 나에게 비할 데 없는 왕권을 수여하고 나의 무기를 왕좌에 앉은 모든 다른 통치자들의 무기보다 더 강력하게 만들었다.

이 칭호 변형은 기원전 700년 바빌로니아 원정 이후 니네베 남서 궁전에서 작성된 비문에서 사용되었다.
센나케립, 위대한 왕, 강력한 왕, 우주의 왕, 아시리아의 왕, 사방의 왕; 위대한 신들의 총애를 받는 자; 현명하고 교활한 자; 강인한 영웅, 모든 군주 중 으뜸; 불복종하는 자들을 태워버리는 불꽃, 악인들을 번개로 치는 자. 위대한 신 아슈르는 나에게 비할 데 없는 왕권을 맡겼고, 나의 무기를 궁전에 거주하는 모든 자들보다 강력하게 만들었다. 서쪽으로 지는 태양의 바다에서 동쪽으로 떠오르는 태양의 바다까지, 사방의 모든 군주들을 내 발아래 굴복시켰다.

## 같이 보기
- 아제카 비문
- 할라마타 동굴
- 라키시 부조
- 아시리아의 왕
- 성경 외 자료에서 확인된 성경 인물 목록
- 신아시리아 제국의 군사사
- 신하리브
- 센나케립 연대기

## 내용주
1. ↑  대다수 학자들은 아라드-물리수의 유죄를 기정사실로 받아들인다.[9] 다른 가설들이 때때로 제안되었는데, 예를 들어 그 범죄가 어떤 알려지지 않은 바빌로니아인 동조자에 의해 저질러졌거나 심지어 에사르하돈 자신에 의해 저질러졌다는 것이다.[10] 2020년, 앤드류 내프는 에사르하돈이 실제로 살인 뒤에 있었을 수 있다고 제안했는데, 아라드-물리수의 유죄에 대한 설명의 불일치, 에사르하돈도 센나케립과 어려운 관계를 가졌을 수 있다는 점, 에사르하돈이 군대를 모으고 형제들을 물리친 속도, 그리고 기타 정황 증거들을 인용했다.[11] 그러나 크리스토퍼 W. 존스는 2023년에 이 문제를 검토하고 아르다-물리수가 주도해서 센나케립을 죽였다고 결론 내렸다.[12]

### 인용
1. ↑  Elayi 2017, 29쪽.
2. ↑  Harmanşah 2013, 120쪽.
3. 1 2  Kalimi 2014, 11쪽.
4. ↑  “Sin-ahhe-eriba [SENNACHERIB, KING OF ASSYRIA] (RN)”. 《Open Richly Annotated Cuneiform Corpus》. University of Pennsylvania. 2023년 2월 7일에 원본 문서에서 보존된 문서. 2022년 7월 25일에 확인함.
5. 1 2  Elayi 2018, 12쪽.
6. 1 2 3 4  Frahm 2003, 129쪽.
7. 1 2 3 4 5  Kalimi 2014, 20쪽.
8. 1 2  Luckenbill 1924, 13쪽.
9. ↑  Knapp 2020, 166쪽.
10. ↑  Knapp 2020, 165쪽.
11. ↑  Knapp 2020, 167–181쪽.
12. ↑  Jones 2023, 296ff쪽.
13. 1 2 3 4  Elayi 2018, 13쪽.
14. ↑  Kertai 2013, 115쪽.
15. ↑  Melville 2016, 56쪽.
16. ↑  Elayi 2017, 27쪽.
17. 1 2  Elayi 2018, 18쪽.
18. ↑  Elayi 2018, 30쪽.
19. 1 2 3  Elayi 2018, 15쪽.
20. ↑  Elayi 2018, 30–31쪽.
21. ↑  Elayi 2018, 38쪽.
22. ↑  Elayi 2018, 40, 204쪽.
23. ↑  Brinkman 1973, 89쪽.
24. 1 2 3  Brinkman 1973, 90쪽.
25. ↑  Frahm 2014, 209쪽.
26. ↑  Frahm 2014, 208쪽.
27. ↑  Frahm 2014, 212쪽.
28. ↑  Frahm 2014, 201쪽.
29. 1 2  Frahm 2014, 202쪽.
30. 1 2  Elayi 2018, 3쪽.
31. 1 2 3  Frahm 2014, 204쪽.
32. 1 2 3  Frahm 2008, 15쪽.
33. 1 2 3 4 5 6 7 8  Brinkman 1973, 91쪽.
34. ↑  Frahm 2002, 1113쪽.
35. 1 2  Frahm 2014, 203쪽.
36. ↑  Luckenbill 1924, 9쪽.
37. 1 2  Levine 1982, 36쪽.
38. ↑  Frahm 2003, 130쪽.
39. 1 2 3  Bauer 2007, 384쪽.
40. 1 2 3  Luckenbill 1924, 10쪽.
41. 1 2  Levine 1982, 37쪽.
42. ↑  Grayson 1991, 106쪽.
43. ↑  Levine 1973, 313쪽.
44. ↑  Matty 2016, 26쪽.
45. 1 2  Luckenbill 1924, 11쪽.
46. ↑  Luckenbill 1924, 31 [33]쪽.
47. ↑  Barnett 1958, 161–164쪽.
48. ↑  Kalimi 2014, 38쪽.
49. ↑  Kalimi 2014, 25, 40쪽.
50. 1 2  Luckenbill 1924, 12쪽.
51. ↑  Kalimi 2014, 39–40쪽.
52. ↑  Kalimi 2014, 19쪽.
53. ↑  Caesar 2017, 224쪽.
54. ↑  Ogden Bellis 2020, 4쪽.
55. ↑  James 2005, 92쪽.
56. ↑  Kalimi 2014, 48쪽.
57. ↑  Levine 1982, 40쪽.
58. 1 2 3  Levine 1982, 41쪽.
59. ↑  Levine 1982, 40–41쪽.
60. 1 2  Porter 1993, 14쪽.
61. ↑  Porter 1993, 15쪽.
62. ↑  Porter 1993, 16쪽.
63. ↑  Luckenbill 1924, 14쪽.
64. ↑  Levine 1982, 42–43쪽.
65. 1 2  Luckenbill 1924, 15쪽.
66. 1 2 3  Levine 1982, 43쪽.
67. 1 2  Brinkman 1973, 92쪽.
68. ↑  Bertman 2005, 79쪽.
69. ↑  Levine 1982, 43–45쪽.
70. ↑  Levine 1982, 45쪽.
71. ↑  Levine 1982, 40, 47–49쪽.
72. ↑  Luckenbill 1924, 16쪽.
73. ↑  Levine 1982, 49–50쪽.
74. 1 2  Brinkman 1973, 93쪽.
75. ↑  Levine 1982, 50쪽.
76. 1 2 3  Luckenbill 1924, 17쪽.
77. 1 2 3 4  Brinkman 1973, 94쪽.
78. 1 2  Brinkman 1973, 95쪽.
79. ↑  Grayson 1991, 118쪽.
80. ↑  Leick 2009, 156쪽.
81. ↑  Grayson 1991, 118–119쪽.
82. ↑  Grayson 1991, 119쪽.
83. ↑  McCormick 2002, 156, 158쪽.
84. ↑  Grayson 1991, 116쪽.
85. ↑  Grayson 1991, 109쪽.
86. ↑  Frahm 2014, 210쪽.
87. ↑  Frahm 2008, 13쪽.
88. ↑  Frahm 2008, 14쪽.
89. ↑  Reade 1978, 47, 50쪽.
90. 1 2 3  Elayi 2018, 5쪽.
91. 1 2  Frahm 2008, 16쪽.
92. 1 2  Kertai 2013, 116쪽.
93. 1 2 3  Frahm 2008, 17쪽.
94. 1 2 3 4 5 6 7 8  Radner 2003, 166쪽.
95. 1 2  Elayi 2018, 16쪽.
96. 1 2 3  Parpola 1980.
97. ↑  2 Kings 19:37; 이사야 37:38
98. ↑  Encyclopaedia Britannica.
99. 1 2 3 4  Frahm 2002, 1114쪽.
100. 1 2  Elayi 2018, 17쪽.
101. ↑  Porter 1993, 14–16쪽.
102. 1 2 3 4 5 6  Frahm 2002, 1115쪽.
103. ↑  Baker 2016, 272쪽.
104. ↑  Postgate 2014, 250쪽.
105. ↑  Šašková 2010, 152쪽.
106. 1 2  Frahm 2014, 193쪽.
107. 1 2  Elayi 2018, 19쪽.
108. ↑  Frahm 2014, 171쪽.
109. 1 2  Elayi 2018, 20쪽.
110. 1 2 3  Elayi 2018, 21쪽.
111. ↑  Elayi 2018, 22쪽.
112. ↑  Frahm 2014, 213–217쪽.
113. 1 2  Reade 1978, 47쪽.
114. 1 2  Elayi 2018, 1쪽.
115. ↑  Kalimi & Richardson 2014, 1쪽.
116. ↑  Kalimi 2014, 12쪽.
117. ↑  Kalimi 2014, 15쪽.
118. ↑  Kalimi 2014, 21쪽.
119. ↑  Kalimi 2014, 37쪽.
120. ↑  Kalimi & Richardson 2014, 5쪽.
121. ↑  Radner 2015, 7쪽.
122. ↑  Kalimi & Richardson 2014, 6쪽.
123. ↑  Mark 2014.
124. ↑  Elayi 2018, 2쪽.
125. ↑  Elayi 2018, 4쪽.
126. ↑  Elayi 2018, 6쪽.
127. ↑  Elayi 2018, 203쪽.
128. ↑  https://dash.harvard.edu/bitstream/handle/1/14022526/Archaeological%20Projects%20in%20the%20Kurdistan%20Region%202015_0.pdf?sequence=1 . p54
129. ↑  Furlani, Giuseppe (1934). 《Kakzu-Qaṣr Šemāmok》. 《Rivista degli studi orientali》 15. 119–142쪽. ISSN 0392-4866. JSTOR 41864549.
130. ↑  Masetti-Rouault M. G. «Late Bronze and Iron Age Levels from Qasr Shemamok. A First Evaluation of the Impact of the Assyrian Presence in the Region East of Calah», Proceedings of the 11th International Congress on the Archaeology of the Ancient Near East, p.253–264.
131. 1 2  Frahm 2003, 141쪽.
132. 1 2  Luckenbill 1927, 140쪽.

### 자료
출판
- Baker, Robin (2016). 《Hollow Men, Strange Women: Riddles, Codes and Otherness in the Book of Judges》. Leiden: Brill Publishers. ISBN 978-9-004-32267-7.
- Barnett, R. D. (1958). 《The Siege of Lachish》. 《Israel Exploration Journal》 8. 161–164쪽. JSTOR 27924740.
- Bauer, Susan Wise (2007). 《The History of the Ancient World: From the Earliest Accounts to the Fall of Rome》. New York: W. W. Norton & Company. ISBN 978-0-393-05974-8.
- Bertman, Stephen (2005). 《Handbook to Life in Ancient Mesopotamia》. Oxford: 옥스퍼드 대학교 출판부. ISBN 978-0-19-518364-1.
- Brinkman, J. A. (1973). 《Sennacherib's Babylonian Problem: An Interpretation》. 《Journal of Cuneiform Studies》 25. 89–95쪽. doi:10.2307/1359421. JSTOR 1359421. S2CID 163623620.
- Caesar, Stephen W. (2017). 《The Annihilation of Sennacherib's Army: A Case of Septicemic Plague》 (PDF). 《Jewish Bible Quarterly》 45. 222–228쪽.
- Elayi, Josette (2017). 《Sargon II, King of Assyria》. Atlanta: SBL Press. ISBN 978-1-62837-177-2.
- Elayi, Josette (2018). 《Sennacherib, King of Assyria》. Atlanta: SBL Press. ISBN 978-0-88414-317-8.
- Frahm, Eckart (2002). 〈Sîn-ahhe-eriba〉.   Baker, Heather D. 《The Prosopography of the Neo-Assyrian Empire, Vol. 3, Part. I: P–S》. Helsinki: The Neo-Assyrian Text Corpus Project.
- Frahm, Eckart (2003). 《New sources for Sennacherib's "first campaign"》. 《Isimu》 6. 129–164쪽. doi:10.15366/isimu2003.6.008. hdl:10486/3462.
- Frahm, Eckart (2008). 《The Great City: Nineveh in the Age of Sennacherib》. 《Journal of the Canadian Society for Mesopotamian Studies》 3. 13–20쪽.
- Frahm, Eckart (2014). 〈Family Matters: Psychohistorical Reflections on Sennacherib and His Times〉.   Kalimi, Isaac; Richardson, Seth. 《Sennacherib at the Gates of Jerusalem: Story, History and Historiography》. Leiden: Brill Publishers. ISBN 978-9004265615.
- Grayson, A.K. (2003) [1991]. 〈Assyria: Sennacherib and Essarhaddon〉.   Boardman, John; Edwards, I. E. S. 《The Cambridge Ancient History, Volume III Part II》. Cambridge: 케임브리지 대학교 출판부. ISBN 978-0-521-22717-9.
- Harmanşah, Ömür (2013). 《Cities and the Shaping of Memory in the Ancient Near East》. Cambridge: 케임브리지 대학교 출판부. ISBN 978-1-107-53374-5.
- James, Peter (2005). 《The Date of the Ekron Temple Inscription: A Note》. 《Israel Exploration Journal》 55. 90–93쪽. JSTOR 27927090.
- Jones, Christopher W. (2023). 《Failed Coup: The Assassination of Sennacherib and Esarhaddon's Struggle for the Throne, 681–680 B.C.》. 《Journal of Ancient Near Eastern History》 10. 293–369쪽. doi:10.1515/janeh-2022-0013. ISSN 2328-9562.
- Kalimi, Isaac (2014). 〈Sennacherib's Campaign to Judah: The Chronicler's View Compared with his "Biblical" Sources〉.   Kalimi, Isaac; Richardson, Seth. 《Sennacherib at the Gates of Jerusalem: Story, History and Historiography》. Leiden: Brill Publishers. ISBN 978-9004265615.
- Kalimi, Isaac; Richardson, Seth (2014). 〈Sennacherib at the Gates of Jerusalem: Story, History and Historiography: An Introduction〉.   Kalimi, Isaac; Richardson, Seth. 《Sennacherib at the Gates of Jerusalem: Story, History and Historiography》. Leiden: Brill Publishers. ISBN 978-9004265615.
- Kertai, David (2013). 《The Queens of the Neo-Assyrian Empire》. 《Altorientalische Forschungen》 40. 108–124쪽. doi:10.1524/aof.2013.0006. S2CID 163392326.
- Knapp, Andrew (2020). 《The Murderer of Sennacherib, yet Again: The Case against Esarhaddon》. 《Journal of the American Oriental Society》 140. 165–181쪽. doi:10.7817/jameroriesoci.140.1.0165. JSTOR 10.7817/jameroriesoci.140.1.0165. S2CID 219084248.
- Kirk Grayson, A.; Novotny, Jamie (2012). 《The royal inscriptions of Sennacherib, king of Assyria (704-681 BC). Part 1》. Eisenbrauns.
- Kirk Grayson, A.; Novotny, Jamie (2014). 《The royal inscriptions of Sennacherib, king of Assyria (704-681 BC). Part 2》. Eisenbrauns.
- Leick, Gwendolyn (2009). 《Historical Dictionary of Mesopotamia》. Lanham: 스케어크로 프레스. ISBN 978-0-8108-6324-8.
- Levine, Louis D. (1973). 《The Second Campaign of Sennacherib》. 《Journal of Near Eastern Studies》 32. 312–317쪽. doi:10.1086/372271. JSTOR 543858. S2CID 162360102.
- Levine, Louis D. (1982). 《Sennacherib's Southern Front: 704-689 B.C.》. 《Journal of Cuneiform Studies》 34. 28–58쪽. doi:10.2307/1359991. JSTOR 1359991. S2CID 163170919.
- Luckenbill, Daniel David (1924). 《The Annals of Sennacherib》. Chicago: 시카고 대학교 출판부. OCLC 506728.
- Luckenbill, Daniel David (1927). 《Ancient Records of Assyria and Babylonia Volume 2: Historical Records of Assyria From Sargon to the End》. Chicago: 시카고 대학교 출판부. OCLC 926853184.
- Matty, Nazek Khalid (2016). 《Sennacherib's Campaign Against Judah and Jerusalem in 701 B.C.: A Historical Reconstruction》. Berlin: 발터 드 그뤼터. ISBN 978-3-11-044788-0.
- McCormick, Clifford Mark (2002). 《Palace and Temple: A Study of Architectural and Verbal Icons》. Berlin: 발터 드 그뤼터. ISBN 978-3-11-017277-5.
- Melville, Sarah C. (2016). 《The Campaigns of Sargon II, King of Assyria, 721–705 B.C.》. University of Oklahoma Press. ISBN 978-0-8061-5403-9.
- Ogden Bellis, Alice (2020). 〈Introduction〉.   Ogden Bellis, Alice. 《Jerusalem's Survival, Sennacherib's Departure, and the Kushite Role in 701 BCE: An Examination of Henry Aubin's Rescue of Jerusalem》. Piscataway: Gorgias Press. ISBN 978-1-4632-4156-8. 2021년 2월 3일에 원본 문서에서 보존된 문서. 2020년 12월 28일에 확인함.
- Porter, Barbara N. (1993). 《Images, Power, and Politics: Figurative Aspects of Esarhaddon's Babylonian Policy》. Philadelphia: 미국철학학회. ISBN 978-0-87169-208-5.
- Postgate, Nicholas (2014). 《Bronze Age Bureaucracy: Writing and the Practice of Government in Assyria》. Cambridge: 케임브리지 대학교 출판부. ISBN 978-1-107-04375-6.
- Radner, Karen (2003). 《The Trials of Esarhaddon: The Conspiracy of 670 BC》. 《ISIMU: Revista sobre Oriente Próximo y Egipto en la antigüedad》 6. 165–183쪽. doi:10.15366/isimu2003.6.009. hdl:10486/3476.
- Radner, Karen (2015). 《Ancient Assyria: A Very Short Introduction》. Oxford: 옥스퍼드 대학교 출판부. ISBN 978-0-19-871590-0.
- Reade, Julian E. (1978). 《Studies in Assyrian Geography: Part I: Sennacherib and the Waters of Nineveh》. 《Revue d'Assyriologie et d'archéologie orientale》 72. 47–72쪽. JSTOR 23282290.
- Šašková, Kateřina (2010). 〈Esarhaddon's accession to the Assyrian throne〉.   Šašková, Kateřina; Pecha, Lukáš; Charvát, Petr. 《Shepherds of the Black-headed People: The Royal Office vis-à-vis godhead in ancient Mesopotamia》. Západočeská univerzita v Plzni. ISBN 978-8-070-43969-2.

웹
- “Esarhaddon”. 《Encyclopædia Britannica》. 2019년 11월 22일에 확인함.
- Mark, Joshua J. (2014). “Sennacherib”. 《World History Encyclopedia》. 2021년 4월 16일에 원본 문서에서 보존된 문서. 2020년 2월 15일에 확인함.
- Parpola, Simo (1980). “The Murderer of Sennacherib”. 《Gateways to Babylon》. 2020년 2월 18일에 원본 문서에서 보존된 문서. 2019년 12월 14일에 확인함.